# Geologie des Münsterlandes
Die Geologie des Münsterlandes befasst sich mit der erdgeschichtlichen Entwicklung und dem Aufbau des Untergrundes des Münsterlandes. Sie lässt sich rund 400 Millionen Jahre bis ins Erdaltertum zurückverfolgen. Als Münsterland im geologischen Sinn wird dabei ein Gebiet verstanden, das in der Literatur als Münsterländer Kreidebecken oder auch als Westfälische Oberkreidemulde bezeichnet wird, und weit über die Region hinausgeht, die heute landläufig – durchaus nicht eindeutig – als Münsterland bekannt ist. Die hier betrachtete geologische Großeinheit umfasst die komplette Westfälische Bucht mitsamt großen Teilen des heutigen Ruhrgebietes (Emscherland, Westernhellweg) und Hellwegbörden bis an die Höhen des Haarstrangs im Süden. Sie reicht im Osten über die Paderborner Hochfläche bis an die Egge, umfasst im Nordosten den Teutoburger Wald und Teile des Wiehengebirges. Im Westen grenzt sie an das niederrheinische Tiefland, zu dem naturräumlich schon Teile des Westmünsterlandes gehören und das eine eigene geologische Geschichte aufweist.

## Erdgeschichtliche Entwicklung

### Devon
Die heute weitgehend flache münsterländische Landschaft lässt oberflächlich nur wenig von seiner wechselvollen Geschichte erahnen, die sich bis ins Erdzeitalter des Devons zurückverfolgen lässt. Damals, rund 400 Millionen Jahre vor unserer Zeit, war das Münsterland Teil eines Meeresbodens. Die aus den Sedimenten dieses Meeres gebildeten Gesteine liegen heute in großer Tiefe. Die in den Baumbergen bei Billerbeck durchgeführte Bohrung Münsterland 1 von 1961/62 stieß in einer Tiefe von mehr als 5500 Metern auf die ersten Schichten des Oberdevons.

### Karbon
Über den Sedimenten des Devons befinden sich die steinkohleführenden Gesteine der Karbonzeit (ca. 360 – 300 mya). Diese liegen im zentralen Münsterland deutlich tiefer als weiter südlich im Ruhrgebiet oder weiter nördlich im Ibbenbürener Revier. Sie wurden in einer Vortiefe des Rheinischen Schiefergebirges abgelagert, das im Zuge der variszischen Gebirgsbildung zu einem Hochgebirge aufgefaltet wurde. Im Zuge der fortschreitenden Absenkung der Vortiefen wurden diese regelmäßig aufgeschottert und es bildeten sich Sümpfe mit ausgedehnten Torfhorizonten, die Grundlage der heutigen Steinkohlevorkommen sind. Die Bohrung Münsterland 1 durchstieß insgesamt 98 Flöze von allerdings nur geringer Mächtigkeit in Tiefen zwischen 1853 und 3678 m.

### Schichtlücken in Perm, Trias und Jura
Die Abwesenheit von Ablagerungsschichten aus den an das Karbon anschließenden Erdzeitaltern des Perm, der Trias und des Jura zeigt, dass das Münsterland für lange Zeit, rund 200 Millionen Jahre, Abtragungsgebiet und damit Teil des Festlands war. Während dieser Zeit herrschte tropisches bis subtropisches Klima; auch wenn fossile Nachweise fehlen ist davon auszugehen, dass auch im Münsterland Großsaurier lebten. Vor gut 250 Millionen Jahren drang im Perm ein Arm des norddeutschen Zechstein-Meeres entlang der heutigen deutsch-niederländischen Grenze bis in die Gegend von Moers vor. Die immer wieder trocken fallende flache Lagune hinterließ eine große Salzpfanne, deren Steinsalzvorkommen sich im Westmünsterland 1500 Meter unter der Oberfläche befinden und dort bis 250 Meter mächtig sind.

### Kreide

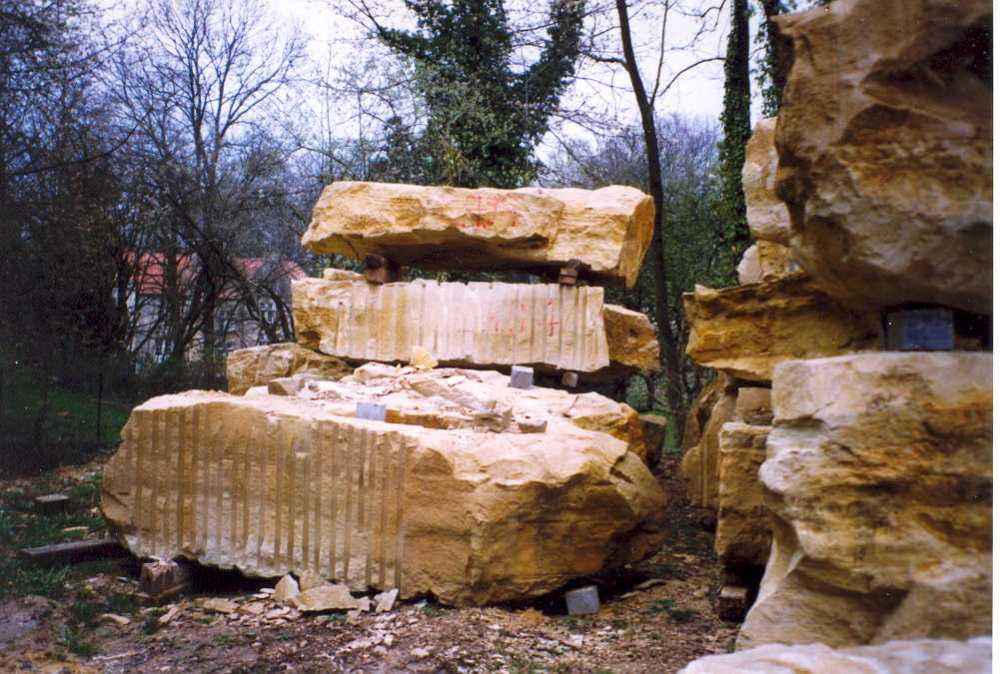
Kreidezeitliche Blöcke aus Baumberger Sandstein

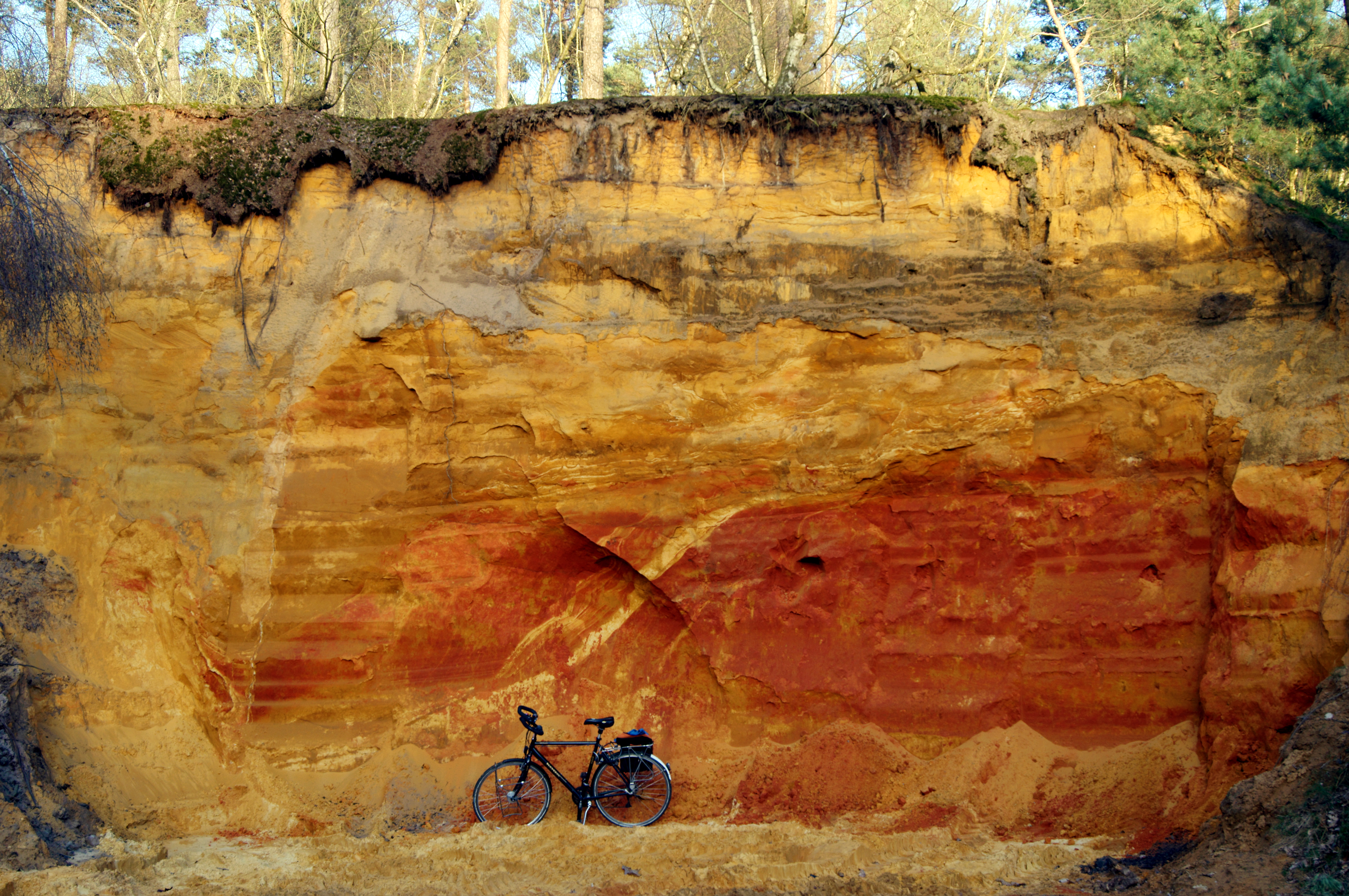
Aufschluss Halterner Sande am Hünsberg bei Coesfeld

Eingelagert in die vom Grundgebirge des Karbons gebildete Mulde findet man heute zwischen Rheine, Borken und Dorsten im Westen, dem Weserbergland im Nordosten und dem Hellweggebiet im Südosten fast ausschließlich Sedimentgesteine, die der Oberkreide (ca. 100 – 66 mya) zugeordnet werden können. Man spricht daher auch vom Münsterländer Kreidebecken bzw. der Westfälischen Oberkreidemulde. Erst in diesem Abschnitt der Erdgeschichte bildete sich als Folge der mit der beginnenden alpidischen Gebirgsbildung verbundenen tektonischen Prozesse die Grundstruktur der Westfälischen Bucht heraus.
Aufgrund starker vulkanischer Tätigkeit war die Kohlendioxidkonzentration in der kreidezeitlichen Atmosphäre hoch. Ein ausgeprägter Treibhauseffekt ließ die Temperaturen steigen, das Klima im Münsterland war subtropisch. Da die Polkappen nicht vereist waren, lag der Meeresspiegel schon aus diesem Grund 70 Meter höher als heute. Infolge einer ungewöhnlich rasch ablaufenden Ozeanbodenspreizung nahmen Mittelozeanische Rücken einen höheren Anteil an den Ozeanböden ein als heute. Dadurch wurde viel Meerwasser aus den tiefen Ozeanbecken in die Randbereiche der Kontinente hinein verdrängt. Es gab daher in der späten Kreidezeit sehr ausgedehnte Schelf- bzw. Epikontinentalmeere, sodass die Gesamtfläche der Meere deutlich größer war als heute. Dies verstärkte den Treibhauseffekt langfristig zusätzlich, da Wasser eine hohe Wärmekapazität besitzt. Zudem verringert eine Abnahme der Landfläche das Ausmaß der Kohlendioxid-verbrauchenden chemischen Verwitterung kontinentaler Gesteine.
In der ausgehenden Unterkreide vor rund 110 Mio. Jahren lag die Küste in etwa auf einer Linie von Arnheim über Rheine nach Bielefeld. Während des Albiums (112,9 – 100,5 mya) senkte sich das Gebiet, das Meer brach in das „westfälische“ Becken ein und drang bis zum Rand des heutigen Sauerlandes vor. Während der gesamten Oberkreide war die sich absenkende Mulde des Münsterlands ein warmes Schelfmeer, von dem heute Mergel, Kalke und Sandsteine in bis zu 1800 Meter mächtigen Lagen künden. Der Meeresboden neigte sich von Südwesten nach Nordosten, so dass es im Südwesten wesentlich flacher war. Im Cenoman (100,5 – 93,9 mya), dem am weitesten zurückliegenden Abschnitt der Oberkreide, verlief die Küstenlinie etwa von Duisburg über Mülheim, Essen, Bochum und Dortmund bis in den Bereich südlich von Paderborn. Aus dieser Zeit stammen die Essener Grünsande, die im südwestlichen Ruhrgebiet anzutreffen sind, und der Rüthener Sandstein. Weiter nördlich sind die Cenoman-Sedimente von späteren Ablagerungen überdeckt. Erst auf der anderen Seite der Westfälischen Bucht, entlang des Teutoburger Waldes, treten sie in Form von Kalk-, Kalkmergel- und Mergelgesteinen wieder an die Oberfläche.
Aus dem anschließenden Turon (93,9 – 89,7 mya) stammen der Anröchter Stein und der Werler Grünsandstein, der seine Vorkommen zwischen Haarstrang und Lippe besitzt. Die anschließende Epoche des Coniacs (89,7 – 86,3 mya) hinterließ die als Emscher-Mergel bekannt gewordenen grauen Tonmergelschichten.
Im Südwesten, zwischen Recklinghausen, Dorsten, Borken und Coesfeld, wurden während des Santoniums (ca. 86,3 – 83,6 mya) sogenannte Halterner Sande in Schichten bis zu 250 Meter Mächtigkeit abgelagert. Die Halterner Sande sind ein Porengrundwasserleiter erster Güte und heute unverzichtbare Grundlage der Trinkwasserversorgung des südlichen Münsterlands und nördlichen Ruhrgebiets.
Die jüngsten Gesteine der Kreidezeit sind heute vielfach erodiert. Sedimente des Campans (83,6 – 72 mya) findet man lediglich noch im zentralen Münsterland in den höheren Lagen der Beckumer Berge, wo sie zum Rückgrat der Beckumer Zementindustrie geworden sind, und der Baumberge (Baumberger Kalksandstein). Im Maastricht (72 – 66 mya), dem letzten Stadium der Kreide, endeten die Senkungsprozesse, das Meer wurde zurückgedrängt und die Westfälische Bucht wurde wieder festländisch.

### Paläogen und Neogen

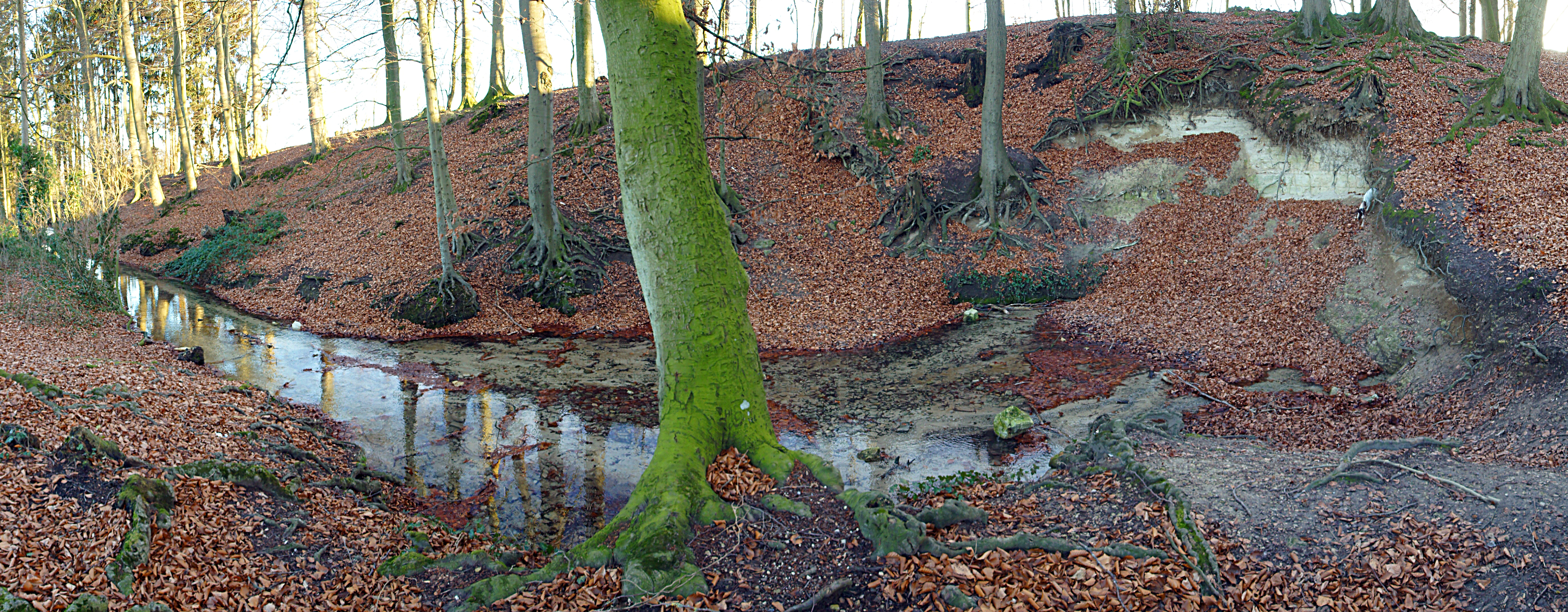
Der Leerbachtopf, Karstquelle am Schöppinger Berg

Die zweite große Schichtlücke im Münsterland betrifft die Zeitalter des Paläogens und Neogens, die in alter Nomenklatur zum Tertiär (66 - 2,6 mya) zusammengefasst wurden. Aus dieser Zeit sind bis auf wenige Reste im Grenzbereich zum Niederrheinischen Tiefland unter den eiszeitlichen Ablagerungen keine oberflächennah anstehenden Gesteine mehr vorhanden.
Im Abtragungsgebiet des Münsterländer Kreidebeckens wurden während dieser Erdzeitalter in einer Muldenstruktur des Obercampans die zentral gelegenen Baumberge infolge Reliefumkehr herausgebildet. Dieser kleine Höhenzug ist in Teilbereichen verkarstet. Der Nonnenbach besitzt im Oberlauf eine Bachschwinde. Die Quelle des Leerbachs und die benachbarte Schwarthoffs Quelle am Schöppinger Berg mit ihren vergleichsweise hohen Schüttungen gelten als Karstquellen. Kalktuffterrassen finden sich im Oberlauf der Bombecker Aa. Auch Dolinen sind nachgewiesen.
Die im Kreidemeer sedimentierten Sande der Halterner Schichten wurden im feuchtheißen Klima des Tertiärs bis in 60–70 Meter Tiefe durch chemische Verwitterung entmineralisiert und podsoliert. In Höhe des Grundwasserspiegels haben sich hier in flussnahen Bereichen während dieser Zeit vielfach Eisenschwarten im fossilen Gley gebildet.

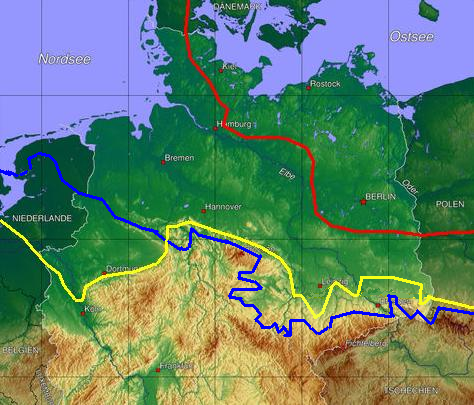
Maximale Eisausdehnung (Drenthestadium) des Saale-Komplexes (gelbe Linie). Während der Elster- (blaue Linie) und der letzten Kaltzeit (rot) erreichten die Eismassen das Münsterland nicht.

### Quartär

#### Pleistozän

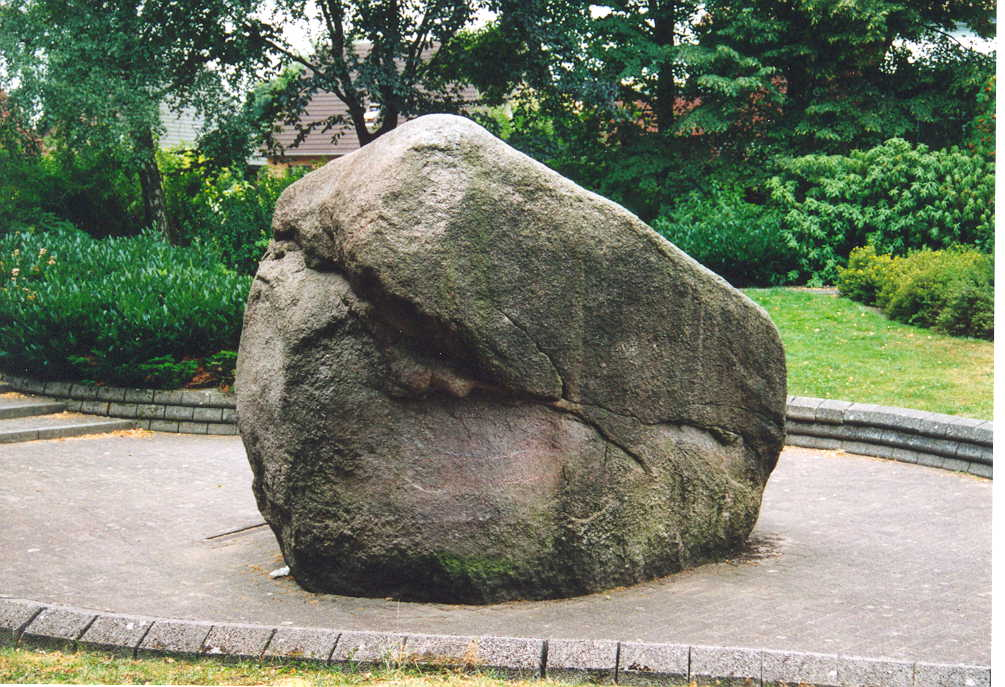
Das Holtwicker Ei

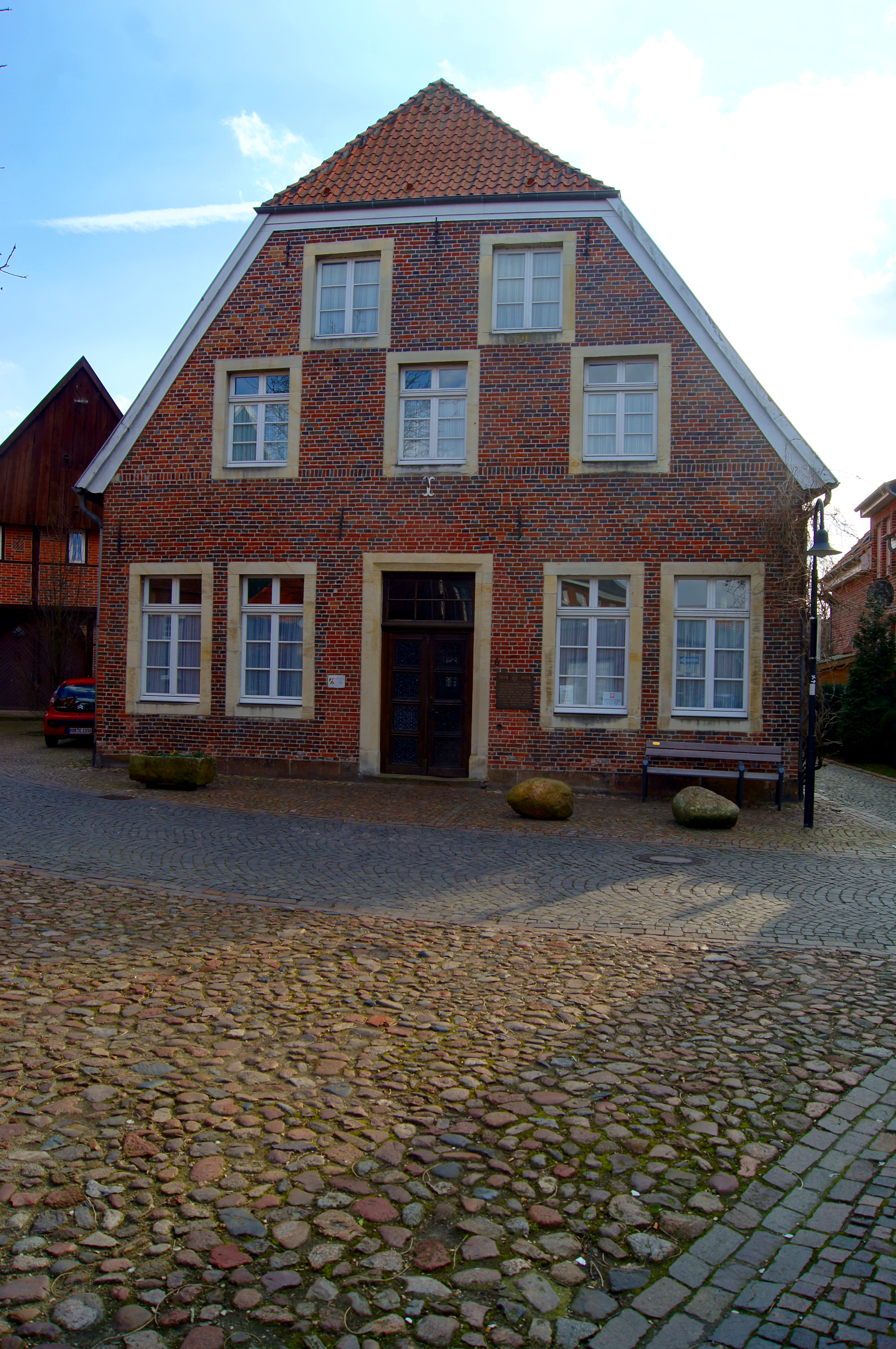
Pflaster aus Geschiebe der Grundmoräne in Legden

Vor 2,6 Millionen Jahren, am Beginn des Pleistozäns, mit dem das Erdzeitalter des Quartärs eingeleitet wurde, kühlte das Klima ab. Mehrere Kaltzeiten führten zu massiven Vorstößen des skandinavischen Inlandeises Richtung Mitteleuropa. Während der Saale-Kaltzeit lag das gesamte Münsterland unter einer dicken Eisschicht, die bei Coesfeld rund 300 Meter Mächtigkeit erreicht haben soll. Die Baumberge und auch der Teutoburger Wald waren komplett vom Eis überfahren. Die maximale Eisausdehnung reichte bis zum Nordrand des Sauerlandes bzw. bis weit in die niederrheinische Bucht hinein. Spätestens mit diesem Eisvorstoß wurden die letzten (ggf. noch) vorhandenen tertiären Ablagerungen umgestaltet. Gleichzeitig sorgten die Eismassen dafür, dass sich die Fließrichtungen der Gewässer zum Teil grundlegend veränderten. Sie nahmen gravierenden Einfluss auf Ablagerungs- und Abtragungsprozesse. Die Vegetation im Vorfeld des Eises veränderte sich zu einer Strauch- und Moostundra. Kälteresistente, neue Tierarten wie Wollhaarmammut, Wollnashorn und Ren betraten die münsterländische Bühne.
Mit dem Eis wurden erratische Blöcke aus Skandinavien ins Münsterland verfrachtet. Viele solcher Findlinge geraten heute beim Pflügen des Bodens an die Oberfläche oder werden bei Bauarbeiten freigelegt. Ein besonders großes und bekanntes Exemplar ist das rund 30 bis 35 t schwere Holtwicker Ei. Als größter Findling im westlichen Münsterland gilt der „Gronauer Brocken“ mit einem Gewicht von 46,8 t und einem Volumen von 18 m³, auf den man erst 1993 bei Bauarbeiten gestoßen ist. Beim Steinpaar David und Goliath bei Glandorf handelt es sich um einen wohl zerbrochenen Stein, der insgesamt etwa 70 t auf die Waage bringt. Damit dürfte es sich bei diesem Großgeschiebe um den größten bekannten Findling der gesamten Westfälischen Bucht handeln.
Die nach dem Rückzug vom Eis hinterlassene Grundmoräne, ein Gemenge aus Kies, Sand, Schluff und Ton, ist im Kernmünsterland durchschnittlich fünf bis zehn Meter stark. Einst überzog sie die relativ flache Landschaft flächendeckend, heute ist sie nur noch inselartig in Resten vorhanden; meist von grauer bis gelbbrauner Farbe ist sie mit nordischem Geschiebe unterschiedlicher Größe durchsetzt. Das Geschiebe der Grundmoräne wurde im Münsterland vielerorts zur Pflasterung von Straßen, Auffahrten und Hofflächen verwendet.
Ein besonderes saalekaltzeitliches Relikt, dessen Entstehung noch nicht zweifelsfrei geklärt ist, ist der Münsterländer Kiessandzug. Er erstreckt sich als 80 Kilometer lange, wallartige Erhöhung von Nordwesten nach Südosten quer durch das Münsterland. Heute geht man mit einiger Wahrscheinlichkeit davon aus, dass es sich dabei um eine Kame im Grenzgebiet zweier Äste des Emslandgletschers, möglicherweise über einem vorher bereits vorhandenen Os an der Gletscherbasis, handelt. Der eine dieser Gletscheräste zeigte keine Bewegung mehr, während der andere mit seinen Schmelzwassern Moränenschutt gegen diesen transportierte. Der Schutt blieb nach dem endgültigen Abschmelzen des Eises als erhöhter Wall in der Landschaft zurück. Der den Paulusdom tragende Domhügel inmitten der Stadt Münster ist ein Teil des Kiessandzuges.
Während der letzten Kaltzeit herrschte im periglazialen Münsterland ein Tundrenklima, im Jahresdurchschnitt war es gegenüber den gegenwärtigen Verhältnissen um bis zu 15 °C kälter. Aufgrund der tiefen Temperaturen war die Vegetation weitgehend verschwunden, die offenliegenden Flächen führten zu erheblichen Windverfrachtungen. An windgeschützten Stellen konnte sich Löss wieder absetzen, so etwa in den Baumbergen bei Stevern und Tilbeck in Schichten von vier bis fünf Metern Dicke. Die Fließgewässer im Münsterland bildeten in dieser Zeit ihre Niederterrassen aus, in die sie sich in der nachfolgenden Warmzeit einschnitten. Auch hier kam es nach dem Anschnitt der eigenen Sedimente zu Windverfrachtungen in allerdings geringerem Ausmaß. Die resultierenden Flugsanddecken überdecken heute vielerorts die darunter liegenden kreidezeitlichen Schichten und die Grundmoräne der Saalezeit.

#### Holozän
Die heutige Landschaft des Münsterlandes ist im Wesentlichen ein Ergebnis des Holozäns, also der letzten gut 10.000 Jahre. Das Klima wurde wärmer und feuchter. Mit dem Rückschmelzen der Gletscher nach Skandinavien veränderte sich die Vegetation in Norddeutschland. Die anfänglichen Graslandschaften wurden durch borealen Mischwald verdrängt, der seinerseits von sich nach Norden ausbreitenden Laubwäldern abgelöst wurde. Entlang der Westgrenze des Münsterlandes entstand auf staunassen Böden, vorwiegend auf Geschiebelehm der Grundmoräne, ein Hochmoorgürtel, der noch heute die natürliche Grenze zu den Niederlanden bildet. Das größte Moorgebiet des Münsterlandes war bis in die Mitte des 20. Jahrhunderts das Weiße Venn zwischen Coesfeld und Velen. Die ehemaligen Moore sind heute großteils abgetorft und urbar gemacht. Es gibt allenfalls noch Hochmoorreste wie z. B. das Schwatte Gatt. Die Münsterländer Parklandschaft, wie man sie heute kennt, ist in erster Linie eine vom Menschen geprägte Kulturlandschaft.

## Böden

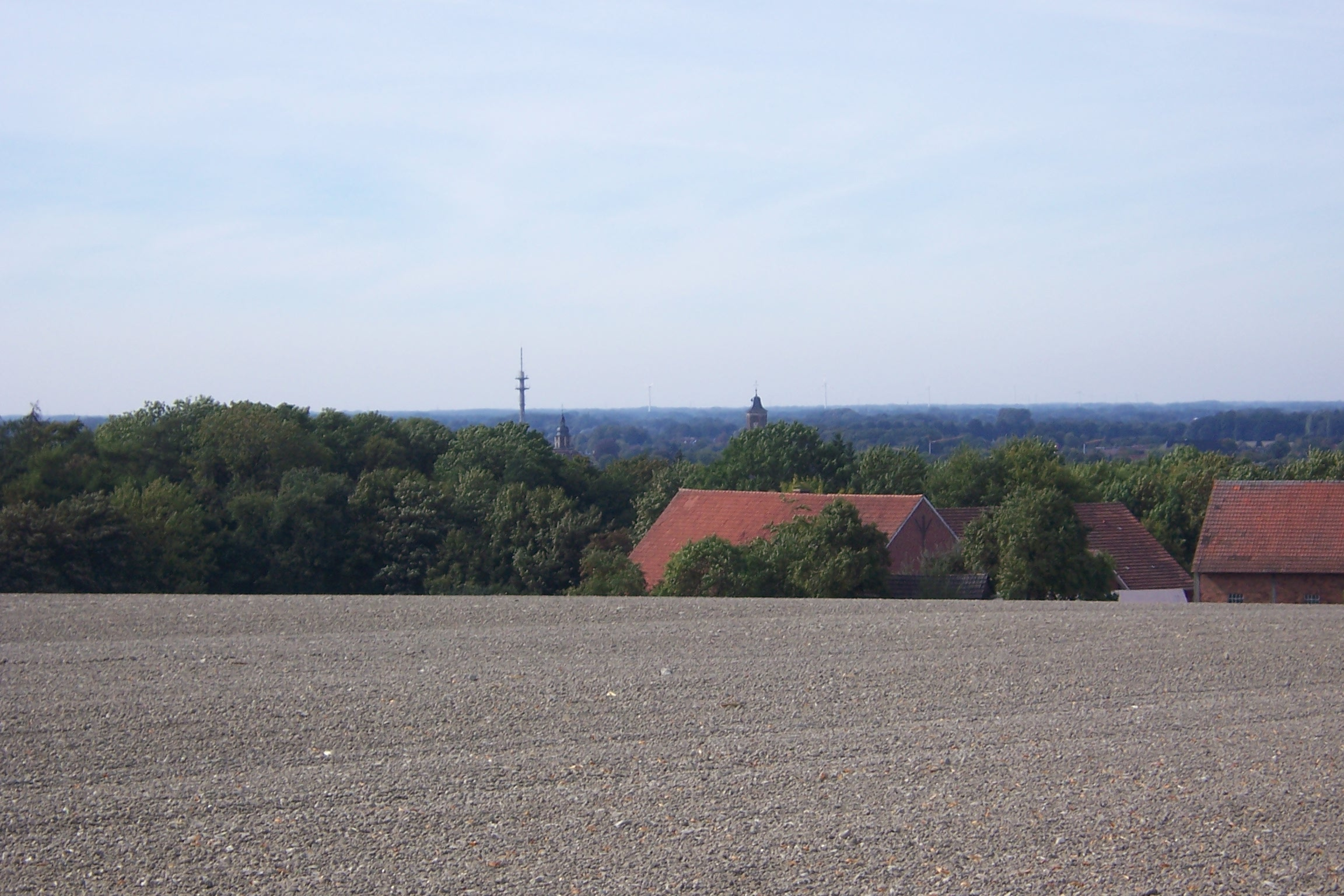
Typischer Pseudogley auf dem Coesfelder Berg.

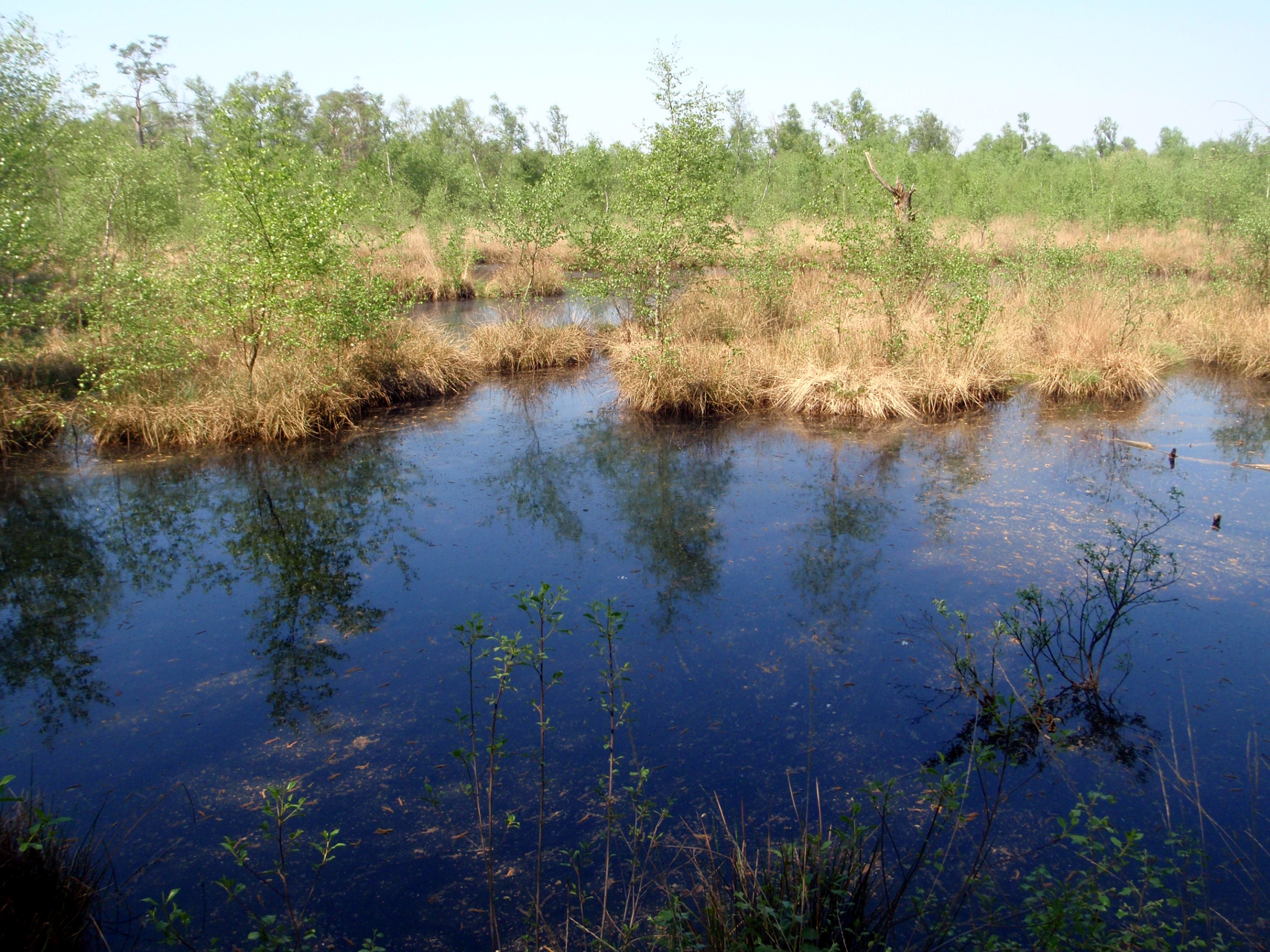
Im Burlo-Vardingholter Venn regeneriert das Hochmoor seit Abschluss der Wiedervernässungsmaßnahmen

Im Münsterland ist heute eine Vielzahl unterschiedlicher Böden anzutreffen, die sich infolge unterschiedlicher Ausgangsbedingungen (vor allem bei Gesteinen, Relief, Klima und Grundwasser) im Laufe der Zeit, auch unter anthropologischem Zutun, herausgebildet haben. Hildegard Dahm-Arens unterscheidet elf Bodentypen, die im hier betrachteten Gebiet anzutreffen sind:

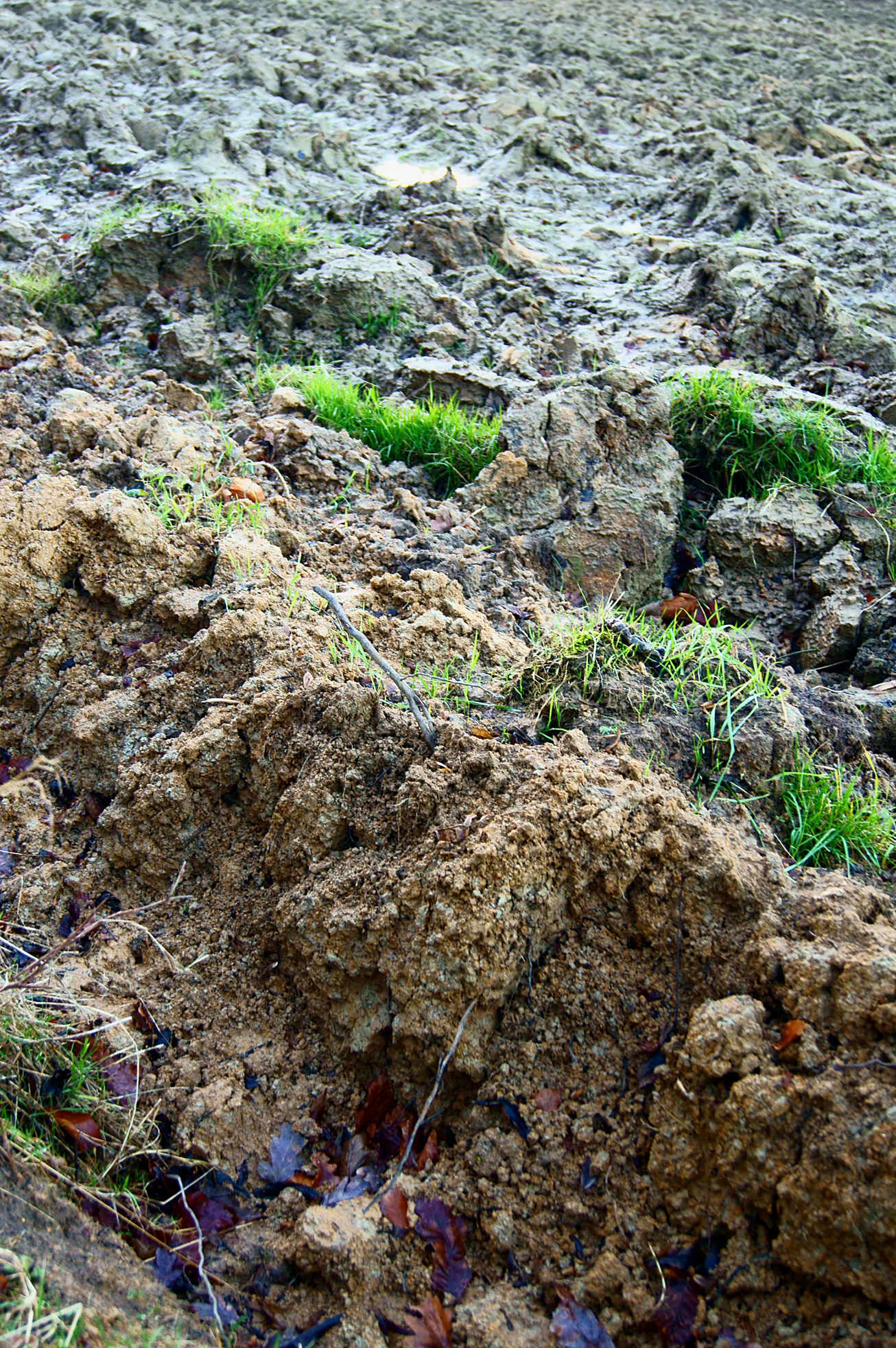
Übergang von Rendzina-Braunerde zu Pseudogley/Gley nördlich der Oldenborg bei Laer

- Rendzinen

Rendzinen sind Böden von geringer Mächtigkeit, die vielfach als typische Gebirgs- und Karstböden auf karbonat oder gipsreichen Gesteinen zu finden sind. In der Westfälischen Bucht trifft man sie im zentralen Münsterland auf den Hanglagen der Baumberge und Beckumer Berge, aber auch in den Randbereichen am Haarstrang und des Teutoburger Wald an. Größere zusammenhängende Flächen Rendzina findet man im Bereich der Stadt Rheine auf dem Thieberg; diese Vorkommen ziehen sich östlich durch das Stadtgebiet Rheines bis zum Teutoburger Wald und südwestlich durch das Gebiet der Gemeinde Neuenkirchen über den Bilker Berg in der Gemeinde Wettringen bis in den Bereich südlich des Rothenberges, der allerdings rendzinafrei ist.
Die humusreiche, krümelige obere Schicht der Rendzinen geht schon bald in die darunterliegenden Ausgangsgesteine der Oberkreide (Kalke, Mergelkalke, Kalkmergel) über, die in der Regel allenfalls schwach verwittert sind. Die steinigen, dürreempfindlichen und aufgrund ihrer Hanglage oft erosionsgefährdeten Böden sind vielfach von (Laub-)Wäldern bestanden oder werden als anspruchsloses Grünland genutzt. Für eine intensive landwirtschaftliche Nutzung sind sie nicht geeignet.
- Basenreiche Braunerdeböden

Auf den Hochebenen der Baumberge und Beckumer Berge sowie auf der Höhe und den mittleren und unteren Hängen der Paderborner Hochfläche bestimmen basenreiche Braunerden das Bild. Es handelt sich dabei um mittel- bis tiefgründige Böden auf mergelig-kalkigen und damit carbonatreichen Ausgangsgesteinen der Oberkreide, die – bei vergleichbarem Untergrund – vielfach in der Nachbarschaft von den im vorigen Abschnitt behandelten Rendzinen anzutreffen sind. Sie bestehen aus tonigem Lehm, dem Kalksteinfragmente eingelagert sind. Schluffkomponenten sind im Oberboden ebenfalls oft anzutreffen. Typisch ist der hohe Gehalt eingelagerter Steine bis an die Oberfläche, so dass der Boden trotz seiner Schwere wasserdurchlässig bleibt. Die Verwitterung der Kalksteinbröckchen steht einer Versauerung entgegen; der pH-Wert liegt immer über der Marke 5,5.
Die Braunerdeböden sind trotz des hohen Ton- und Lehmanteils aufgrund der Kalkbestandteile bestens für landwirtschaftliche Nutzung, insbesondere für Getreideanbau, geeignet. Als natürlicher Bewuchs ist Laubwald, insbesondere Perlgras-Buchenwald, typisch.
- Basenarme Braunerdeböden

Die silikatreichen Gesteine der Unterkreide bilden das Ausgangsmaterial für einen weiteren, basenarmen Braunerdentyp. Flach- bis mittelgründige basenarme Braunerden findet man entlang des Osning-Sandsteins in den Kammlagen des Teutoburger Waldes, weiter unten nimmt die Mächtigkeit dieser Bodendecke zu. Ein Sandanteil von mehr als 85 % sorgt für eine hohe Luft- und Wasserdurchlässigkeit. Der niedrige Basengehalt und die schnelle Abführung der Nährstoffe in tiefere Schichten begünstigen eine Podsolierung (Bleichung) des Oberbodens. Es ist anzunehmen, dass lokal vorhandene Podsole aus Braunerden hervorgegangen sind. Die Braunerden des Osnings samt ihren Übergangstypen sind zum weitaus überwiegenden Teil waldbestanden. Für eine landwirtschaftliche Nutzung eignen sie sich nicht.
Basenarme, aus dem Altpleistozän stammende und damit alte Braunerden finden sich darüber hinaus auch im Westmünsterland auf der Rhein-Hauptterrasse, etwa in einem Streifen von Borken bis Duisburg. Sie sind zum Teil von eisenhaltigen Horizonten durchsetzt, die sich in der Oxidationszone im Bereich des Grundwasserspiegels während der interglazialen Warmzeiten gebildet haben. Übergangstypen zum Podsol sind weit verbreitet. Die Böden sind ertragsarm und werden vielfach forstwirtschaftlich genutzt.
- Parabraunerden

Parabraunerden haben sich in erster Linie auf Löss und Sandlöss gebildet, der während der letzten Kaltzeit vom Wind angeweht worden war. Großflächig geschah dies im Süden der Westfälischen Bucht in einem Gebiet von den Hellwegbörden über den Westenhellweg bis zur Soester Börde. Charakteristikum der Parabraunerden ist, dass Ton- und Schluffbestandteile mit dem Sickerwasser mechanisch vom Ober- in den Unterboden verlagert worden sind. Die tiefgründigen Böden zählen zu den fruchtbarsten überhaupt. Aufgrund der Tonanreicherung im Untergrund sind sie gegen Austrocknung weitgehend gefeit.
- Podsole

Podsole sind verarmte Böden, denen es an Tonmineralen mangelt. Sie bildeten sich auf quarzreichen Substraten, im Münsterland also auf den Sedimenten der Oberkreide, aber auch auf Sanden verschiedener Herkunft. Man findet sie großräumig im West- aber auch im Kernmünsterland, z. B. auf den Halterner Sanden und den Niederterrassen und Talsandebenen des Münsterlandes. Zum Teil hat sich, insbesondere in Heidegebieten, eine vegetationshemmende und wasserundurchlässige Ortsteinschicht im Unterboden gebildet.
- Pseudogley

Bei Pseudogley handelt es sich um einen schweren, schlecht durchlüfteten Stauwasserboden, bei dem sich im Unterboden ein nur schwer wasserdurchlässiger Horizont befindet. Problematisch sind Pseudogleye insbesondere im Frühjahr, wenn der Boden am Ende des Winterhalbjahres infolge hoher Niederschläge bei wenig Verdunstung mit Wasser gesättigt ist. In den Sommermonaten kommt es dagegen regelmäßig zu Austrocknungserscheinungen.
Im Münsterland kommen Pseudogleye in weiten Bereichen des Flachlandes über der tonigen Grundmoräne vor, ebenso in den ebenen Höhenlagen der Baumberge über tonigem Gestein der Oberkreide. Auch am Übergang zur niederrheinischen Tiefebene, hier über tertiären Tonen, sind sie anzutreffen. Sie werden in erster Linie als Grünland, aber auch forstwirtschaftlich genutzt (vorwiegend Stieleichen- und reine Buchenwälder). Pseudogleye gewinnen an Güte, wenn ihnen eine sandige Deckschicht aus Schmelzwasser- oder Flugsanden aufliegt; die Staunässe macht sich dann nur noch im Unterboden bemerkbar. Im Oberboden laufen dann auch Podsolierungsprozesse ab. Voraussetzung für eine ackerbauliche Nutzung dieser Böden ist eine Drainage, die sich bei den gegebenen ebenen Geländeformen oft schwierig gestaltet.
- Gleyböden

Gleye unterscheiden sich von den Pseudogleyen dadurch, dass ihre Bildung nicht auf Staunässe, sondern einem vergleichsweise stabilen Grundwasserstand im Bodenkörper beruht. Der Wasserspiegel steht hier während der meisten Zeit des Jahres etwa vierzig bis achtzig Zentimeter unter Grund. Gleyböden befinden sich damit in den jungen Bachtälern sowie den Niederterrassen und Talsandlagen in relativer Flussnähe, wo sie den Platz zwischen den Aueböden und den nur geringfügig höheren Podsolen einnehmen. Zum Teil sind im Oxidationsbereich des Grundwasserspiegels Horizonte aus Raseneisenstein ausgefällt worden. Der Oberboden besteht aus feinen und mittelfeinen Sanden, die schluffige Bestandteile enthalten und in der Tiefe in gröberen Sand übergehen.
- Auenböden

Auenböden begleiten die beiden größten Flüsse im Münsterland, Ems und Lippe. Sie sind holozänen Ursprungs und gekennzeichnet durch einen hohen, stark schwankenden Grundwasserstand, der von der Wasserführung der Flüsse abhängt. Bei Hochwasser werden sie regelmäßig auch überschwemmt. Infolgedessen sind sie eben und beidseitig des Flussbetts in Streifen unterschiedlicher Breite zu finden. Der Bodenkörper der Münsterländer Auenböden besteht aus fluviatilen Sanden mit unterschiedlich hohen Lehmanteilen, der im Unterboden oft kiesig ist. Sie werden zumeist als Weideland, in relativ hohen Lagen auch als Ackerland genutzt.
- Niedermoore, Moorerden

In den Niederungsgebieten mit relativ nochmals erniedrigten Lagen, vorwiegend entlang von Flussläufen, wo das Grundwasser bis an die Erdoberfläche reicht, haben sich Niedermoore mit Moorerden entwickelt, deren Anteil an organischer Substanz, zersetzte Torfe über Sand, Schluff und Ton, vielfach 40 % übersteigt. Im Münsterland findet man sie z. B. entlang des Heubachs bei Maria Veen und Hausdülmen, im Merfelder Bruch, westlich von Rhade und kleinflächig in Flussniederungen und Altwasserrinnen. Im Allgemeinen werden sie als Grünland, selten als Weideland, genutzt. Zum Teil sind sie durch Bodenverbesserungsmaßnahmen und Drainagen verändert worden.
- Hochmoore

Hochmoore findet man im Münsterland entlang der heutigen Staatsgrenze zu den Niederlanden (u. a. Burlo-Vardingholter Venn, Zwillbrocker Venn und Amtsvenn), im Bereich Velen / Coesfeld (Schwarzes und Weißes Venn), sowie im Tecklenburger Land (Recker Moor, Koffituten). Hochmoorböden entwickelten sich überwiegend über der wasserstauenden Grundmoräne. Ihre Entstehungszeit geht auf das Atlantikum zurück. Die Moorböden bestehen aus mächtigen, bis zu mehreren Metern dicken Torfhorizonten, die sich im nähr- und sauerstoffarmen, sauren Milieu aus anspruchslosen Torfmoosen gebildet haben. Diese Moose wachsen in wassergesättigten Polstern über die eigene Umgebung hinaus.
Die münsterländischen Hochmoore sind heute größtenteils abgetorft und kultiviert. Die wenigen verbliebenen Reste wurden unter Schutz gestellt. In den letzten Jahrzehnten wurden Wiedervernässungs- und Renaturierungsmaßnahmen durchgeführt oder eingeleitet, um die wenigen intakten Hochmoorpopulationen für die Nachwelt zu erhalten. Ein Beispiel dafür ist das Schwattet Gatt in Vreden. Vom Weißen Venn sind nur noch kleine Reste im Bereich der Fürstenkuhle nahe am ursprünglichen Zustand. Das Torfmuseum in Hochmoor gibt einen Überblick über die Urbarmachung dieses ehemals größten zusammenhängenden Moorgebietes im Münsterland.
- Plaggenesch

Bei den Plaggeneschen des sandigen Westmünsterlandes handelt es sich um Böden, die sich durch Plaggendüngung entwickelt haben. Dabei wurden Gras- oder Heideplaggen zusammen mit Mist, Asche und biologischen Abfällen nach Kompostierung auf die zumeist podsolige Grundlage ausgebracht, um die Güte der leichten Böden zu verbessern. Durch den über viele Jahrhunderte erfolgten Austrag sind die sogenannten Esche heute oft gegenüber dem Umland leicht erhöht. Seit Aufkommen der Mineraldünger Anfang des 20. Jahrhunderts wird die arbeits- und zeitintensive Plaggendüngung nicht mehr praktiziert. Der Bodentyp ist damit grundsätzlich im Rückzug begriffen. Größere Flächen findet man zwischen Borken und Stadtlohn, zwischen Lette und Dülmen, im Gebiet des Kiessandzugs südlich von Münster und am Fuß des Teutoburger Waldes. Daneben sind isolierte Hofesche über das ganze Münsterland verteilt zu finden. Die Plaggenesche sind heute relativ leicht zu bearbeitende und auch für den Anbau anspruchsvoller Nutzpflanzen gut geeignete Böden.

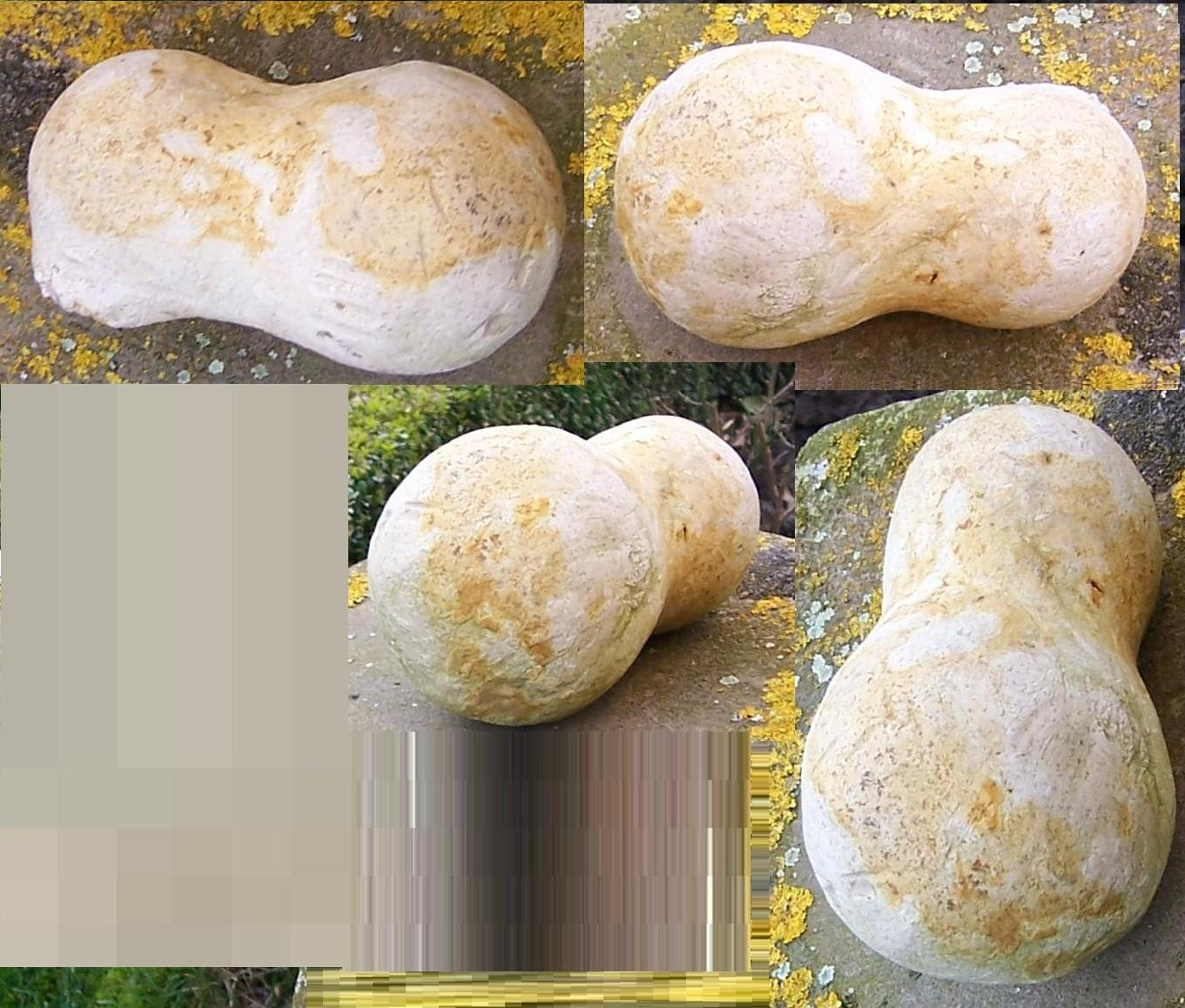
Lösskindl, eine Karbonatkonkretion aus tonhaltigem Lehm, gefunden in Steinfurt-Borghorst
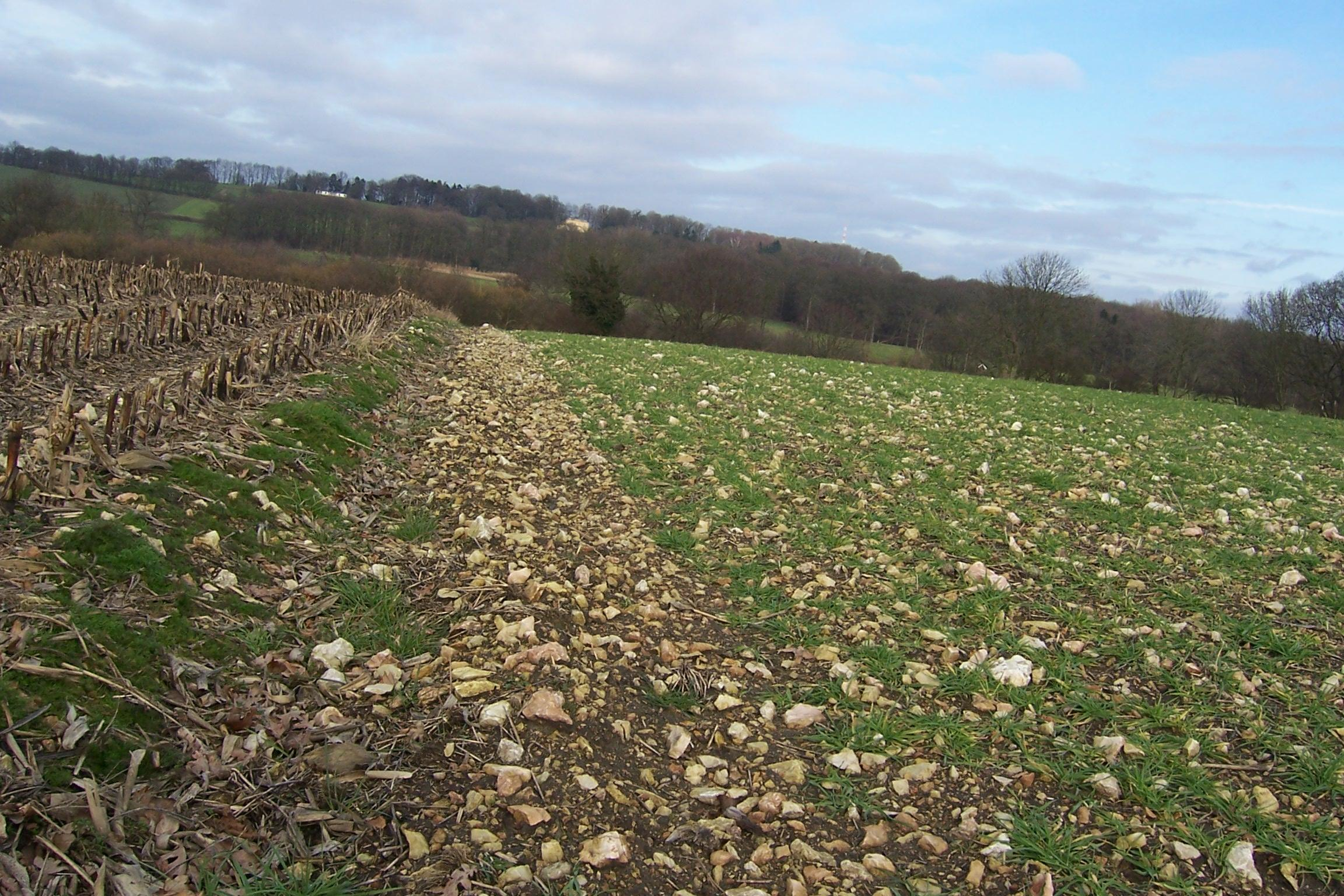
Rendzina in Welbergen
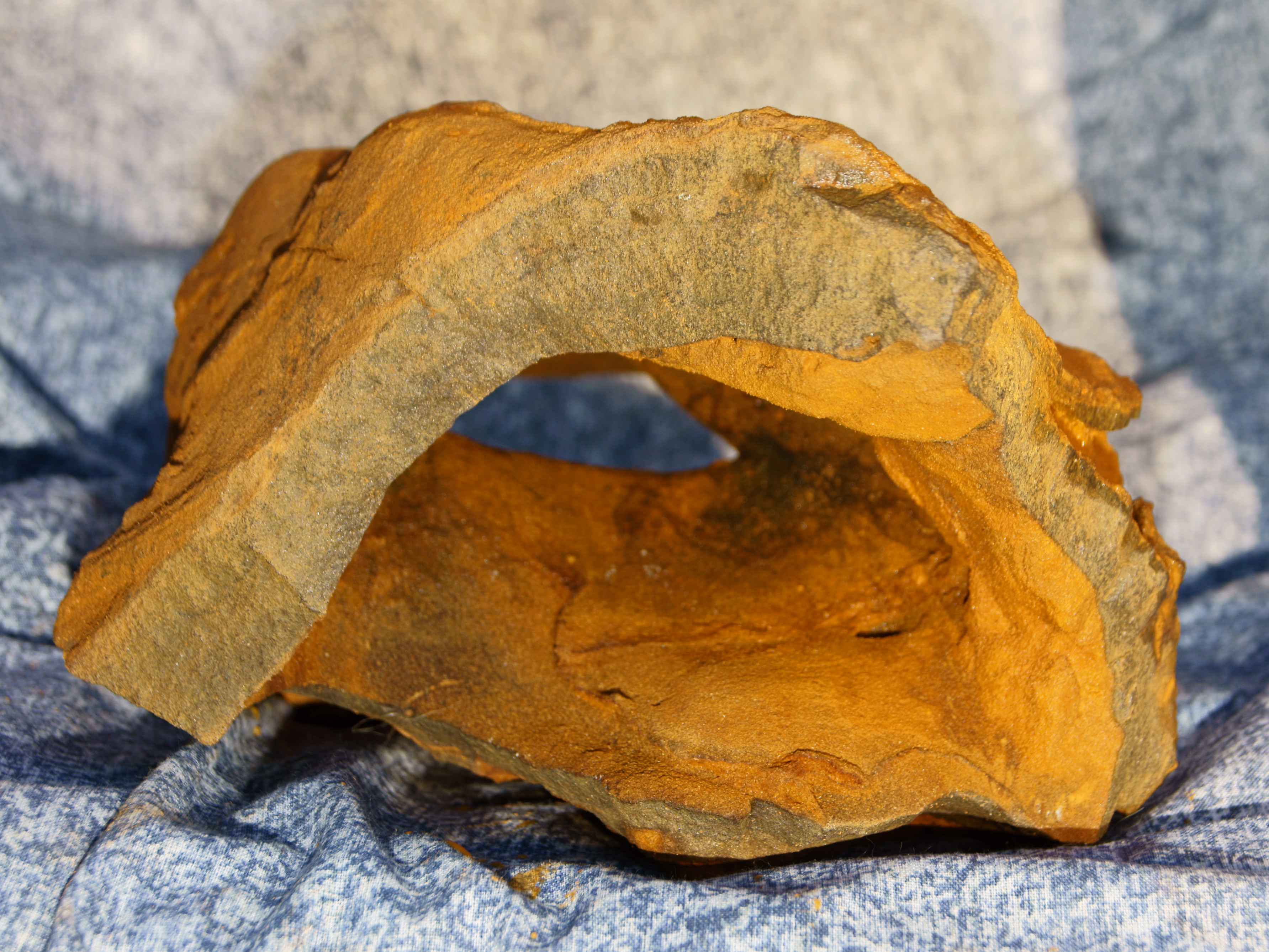
Limonitische Eisenschwarte aus Halterner Sanden am Hünsberg, entstanden im fossilen Gley im Tertiär

## Fossilien

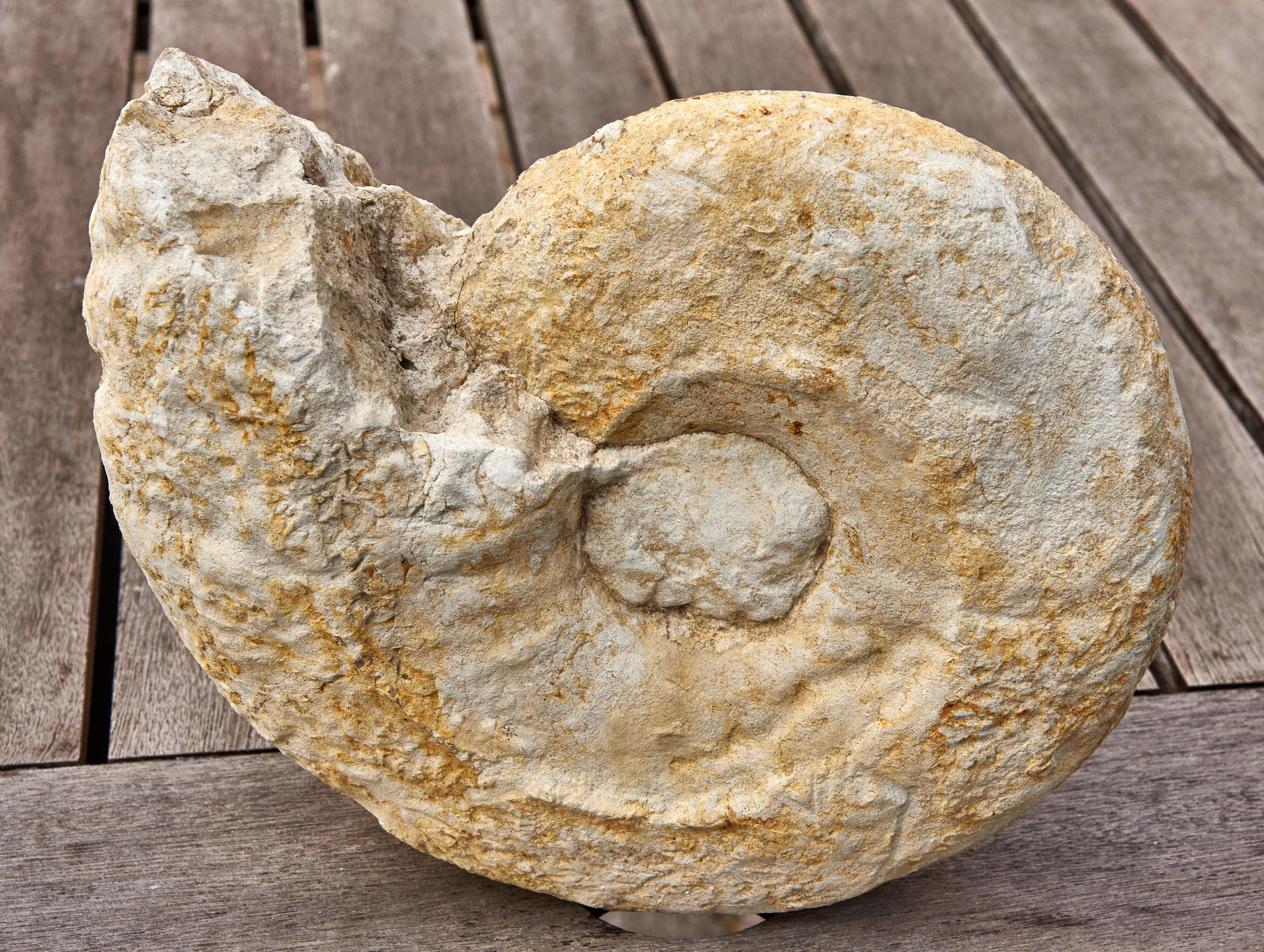
Ammonit (Pachydiscus) aus dem oberen Campan vom Coesfelder Berg, Ø 23 cm

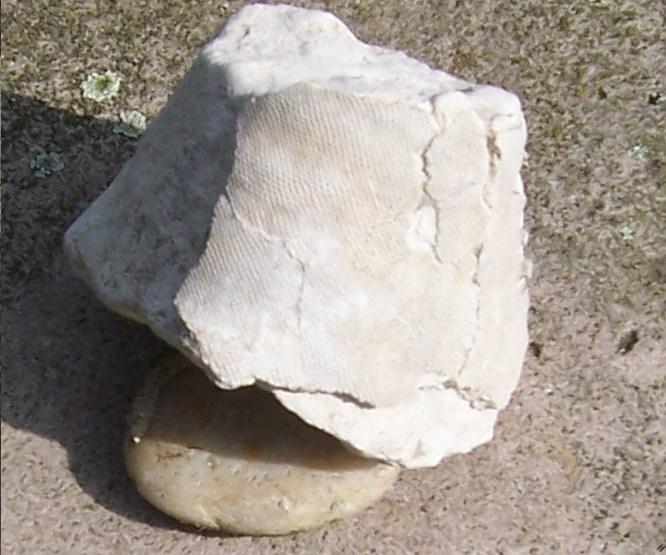
Fossiler Schwamm, Lesefund (bei Rosendahl-Holtwick, Okt. 2015) nahe der als „Straße der Seeigel“ bezeichneten B474.

Der älteste Bericht über Fossilienfunde im Münsterland stammt aus der Zeit um 1550. Damals zog der münsterische Bildhauer Frantz Brabender mit dem Abdruck eines versteinerten Fisches im Sandstein über Dörfer und Jahrmärkte. Im niederländischen Kampen wurde er der Betrügerei bezichtigt und stand kurz vor dem Arrest. Auf seiner Flucht musste er den Fisch zunächst zurücklassen und verfasste daraufhin ein Beschwerdeschreiben an den Rat der Stadt Münster. Erst durch die erfolgreichen Vermittlungsbemühungen der Gräfin Walburga zu Bentheim gelangte der Fisch zurück nach Deutschland. Er wurde seitdem in der Burg Bentheim verwahrt, ging aber in den Wirren der letzten Kriegstage 1945 verloren.
Fischskelette der Baumberger Schichten kommen vor allem in der Hoetmar genannten Fuge vor, die zwischen dem oberen und unteren Fließ der Werksteinbank eingelagert ist. Als Fossilien der Kreidezeit sind darüber hinaus Überreste warmwasserliebender Organismen, darunter Korallen, Ammoniten, Belemniten und Seeigel gefunden worden. Der größte Ammonit der Welt, Parapuzosia seppenradensis, stammt aus einem Steinbruch bei Seppenrade und ist heute im LWL-Museum für Naturkunde ausgestellt. Die B 474 von Coesfeld über Holtwick und Legden nach Ahaus ist wegen der zahlreichen oberirdischen Lesefunde an ihren Seiten als Straße der Seeigel in der Fachliteratur bekannt geworden.
Von den quartärzeitlichen Großsäugern sind ebenfalls zahlreiche Fossilien bekannt. Ein vollständig erhaltenes Skelett eines Wollhaarmammuts wurde 1910 in einer Tongrube bei Ahlen gefunden. Es ist heute Teil der Sammlung des Geologisch-Paläontologischen Museums in Münster. Neben Mammutknochen und -stoßzähnen wurden in eiszeitlichen Flusssanden auch Überreste von Höhlenbären, Wisenten und Auerochsen gefunden.

## Bodenschätze

### Steine und Erden

#### Sandstein, Kalk
Sandstein wird seit Jahrhunderten in den Baumbergen, im Ibbenbürener Raum und bei Bad Bentheim, das naturräumlich noch zum Westmünsterland gehört, abgebaut und verarbeitet. Viele bekannte und unbekannte Gebäude der Region, darunter der Paulus- und der Ludgerusdom in Münster bzw. Billerbeck, wurden aus Baumberger Kalksandstein errichtet, der noch heute in drei Steinbrüchen am Westerberg abgebaut wird. Das Baumberger Sandsteinmuseum in Havixbeck widmet sich in einer Ausstellung diesem relativ weichen und verwitterungsanfälligen Bau- und Werkstein, der im Mittelalter bis nach Schweden und ins Baltikum exportiert wurde. Bei Ibbenbüren werden der kreidezeitliche Osning-Sandstein und der karbonzeitliche Ibbenbürener Sandstein gebrochen. Beide sind verwitterungsresistenter als der Baumberger Sandstein. Der Ibbenbürener Sandstein wird am Schafberg im nördlichen Kreis Steinfurt (einem der vier sogenannten „Münsterlandkreise“) abgebaut; der Schafberg liegt jedoch nördlich des Teutoburger Waldes im Osnabrücker Hügelland und gehört somit streng genommen nicht zur hier betrachteten geologischen Großeinheit. Ein ebenfalls fester, witterungsbeständiger und harter Sandstein ist der Bentheimer und Gildehauser Sandstein, der im Nordwesten der Westfälischen Bucht auf niedersächsischem Gebiet zu Tage tritt.
Auch die Beckumer Berge sind aus Kalkstein aufgebaut. Zwischen Beckum und Ennigerloh wurde bereits im Mittelalter Kalk in einfachen Feldöfen gebrannt. In enger Nachbarschaft zum Ruhrgebiet entstand dort im ausgehenden 19. Jahrhundert das Beckumer Zementrevier. Mit 32 Zementwerken galt es 1930 als größtes seiner Art in der Welt. In der Spitze wurden in der Wiederaufbauzeit nach dem Zweiten Weltkrieg 1961 3,7 Mio. Tonnen Zement produziert. Die Strukturkrise des Ruhrgebietes ging aber auch an den Beckumer Werken nicht spurlos vorüber. Die Produktion wurde zurückgefahren, zahlreiche mittelständische Betriebe wurden an große Aktiengesellschaften verkauft. Ehemals mehr als 2000 Beschäftigten in der Beckumer Zementindustrie stehen heute noch rund 500 gegenüber. In der Region um Beckum wird heute nur noch in drei Werken Zementklinker produziert.

#### Sand und Kies
Im Münsterland gibt es zahlreiche Vorkommen an Sanden und Kiesen, die zu einem großen Teil in der heimischen Bauindustrie zum Einsatz kommen. Diese Rohstoffe sind in der Hauptsache kreide- oder quartärzeitlichen Ursprungs. Die Abbauflächen unterschreiten oft den Grundwasserspiegel, so dass große Baggerseen wie der Silbersee II und weitere Seen zwischen Haltern und Hausdülmen entstanden sind. Hier werden die Halterner Schichten angezapft, die mehr als die Hälfte der gesamten nordrhein-westfälischen Quarzsandförderung ausmachen. Oberirdische Förderung gibt es eher in den höher gelegenen Mittelterrassen oder an der Schwelle zu den begrenzenden Mittelgebirgen. Im Westen des Münsterlandes, im Übergang zum Niederrheinischen Tiefland, werden auch tertiärzeitliche Sedimente (z. B. Walsumer Schichten) sowie die Rhein-Hauptterrassen zum Abbau von Kies und Sand genutzt. Im nördlichen und östlichen Münsterland gehen die Sande – Kiesvorkommen gibt es hier praktisch nicht – auf quartärzeitliche Flussablagerungen und Schmelzwasser zurück. Rund 5 % der Sandförderung entfällt auf hochwertige Spezialsande mit einem Siliciumdioxidanteil von 97 % bis über 99 %.

#### Ton und Tonmergelsteine
Die im Münsterland weit verbreiteten Ton- und Tonmergelsteine aus der Kreide (z. B. Emscher-Mergel) sowie die im Übergang zum Niederrhein anzutreffenden tertiären Tonsteine kommen bei der Herstellung von Ziegeln zum Einsatz. Schwerpunkte der Produktion waren das Westmünsterland, der Coesfelder und der Lüdinghauser Raum. Von den Ziegeleien sind inzwischen jedoch etliche geschlossen worden.

### Strontianitvorkommen

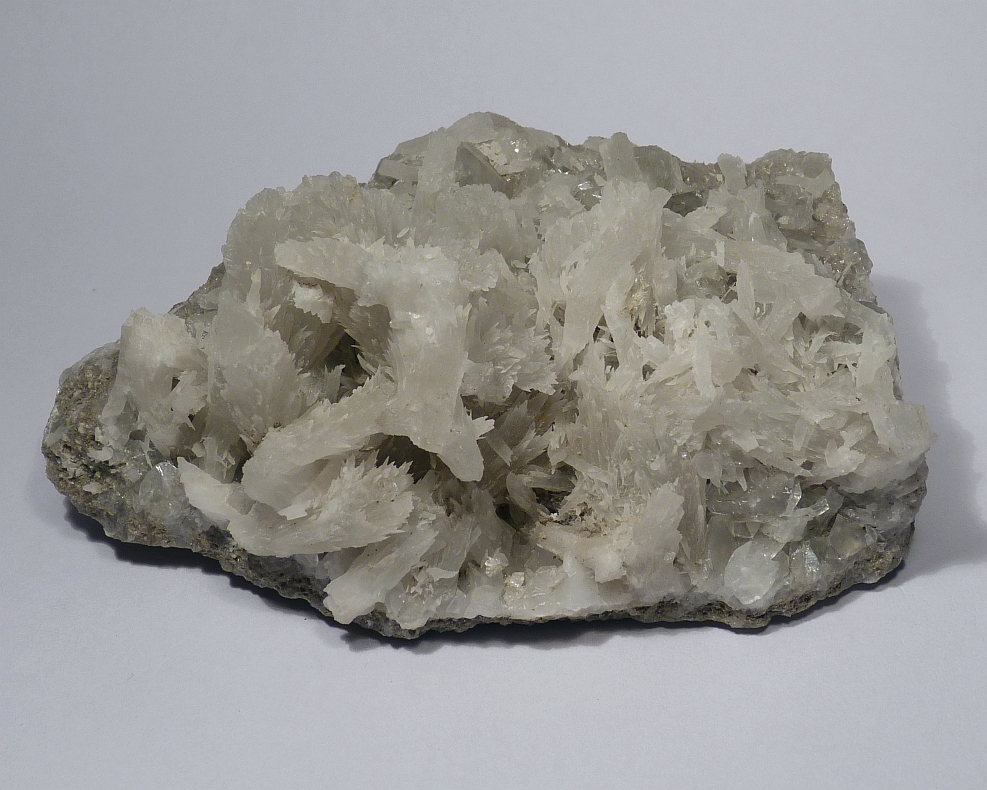
Strontianit aus der Grube „Mathilde“ bei Ascheberg (Probengröße 9 cm × 6 cm)

1834 entdeckte ein Landwirt bei Nienberge ein bis dahin kaum bekanntes Mineral – Strontianit (SrCO3, Strontiumcarbonat). 1839/40 wurde es auch zwischen Hamm und Drensteinfurt gefunden. Die Münsterländer Vorkommen von geschätzt rund 150.000 Tonnen gelten aufgrund ihrer Reinheit als die weltweit bedeutendsten Rohstofflager dieses Minerals. In den Anfangsjahren wurde es nicht systematisch abgebaut, sondern allenfalls in kleinen Mengen an Apotheker und Feuerwerker verkauft. Nachdem 1871 eine sächsische Zuckerfabrik in Dessau mithilfe von Strontianit den Restzucker aus der Melasse gewonnen hatte, entstand ein industrieller Bedarf an dem Mineral. In der Folge entstanden rund 700 Gruben, in denen bis zu 2200 Bergleute beschäftigt waren. Das Zentrum der Förderung lag zwischen Ascheberg im Westen, Ahlen im Osten, Drensteinfurt im Norden und Hamm im Süden. Der tiefste Schacht der Grube Alwine in Vorhelm führte 110 Meter unter die Erde. Bereits 1883 flaute der Boom ab, nachdem dem Strontianit mit dem Coelestin (SrSO4, Strontiumsulfat) eine billigere Konkurrenz erwachsen war. Im Januar 1945 wurde der industrielle Abbau endgültig eingestellt, als die letzte Grube in Ascheberg ihre Pforten schloss.

### Steinsalzlagerstätten und Soleförderung

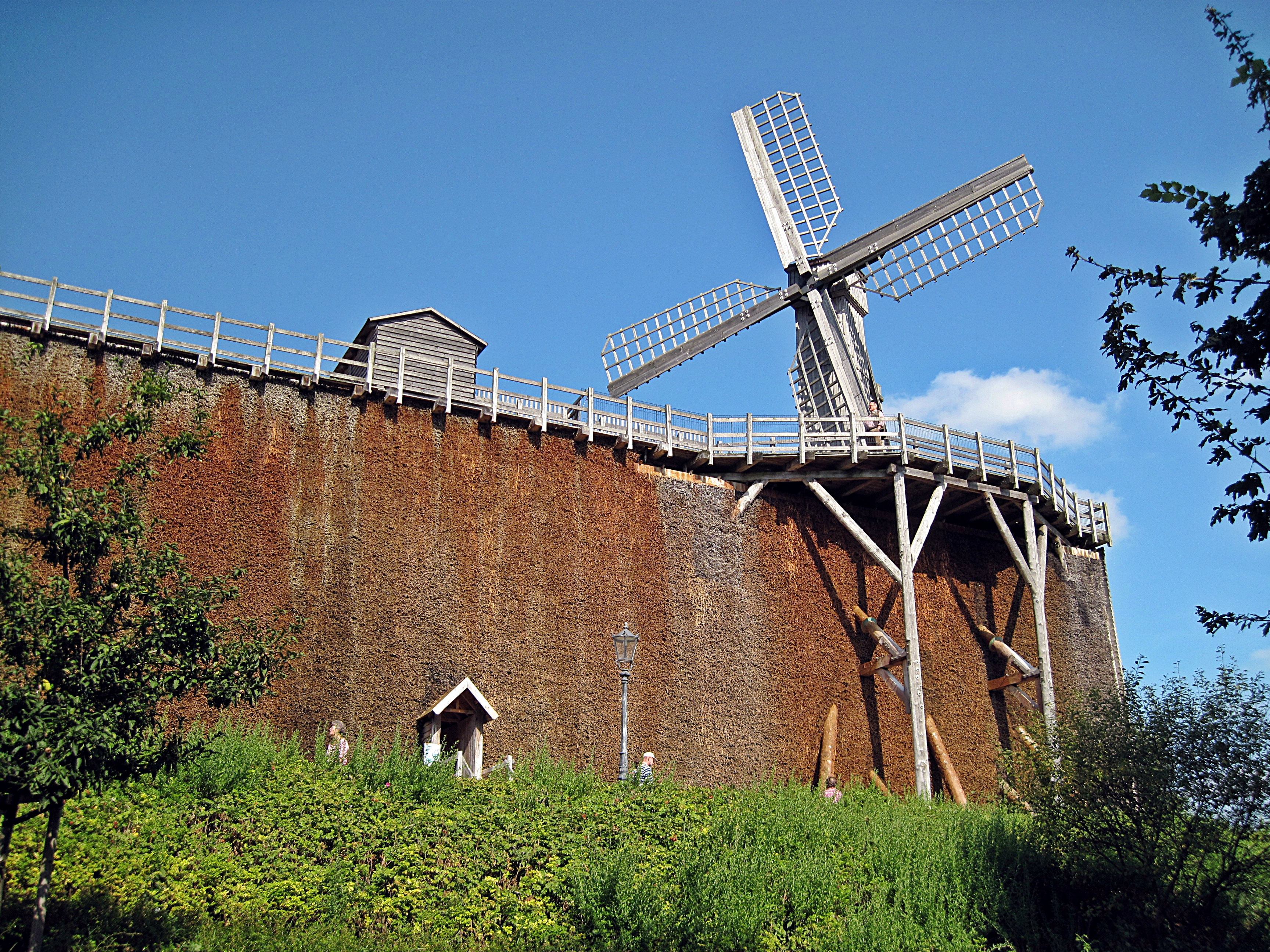
Gradierwerk in Bad Rothenfelde

Vor rund 250 Millionen Jahren lagerten sich in einer Lagune, die sich als Randmeer des norddeutschen Zechstein-Beckens von Gronau im Norden entlang der deutsch-niederländischen Grenze bis in die Gegend von Moers erstreckte, durch Meerwasserverdunstung bis zu 400 Meter mächtige Steinsalzschichten ab. Ihre mittlere Mächtigkeit beträgt rund 200 bis 250 Meter. Die Oberfläche des Salzlagers liegt im Süden etwa 300 Meter unter Grund, bei Bocholt sind es bereits 1500 Meter. Das Salz ist von großer Reinheit. Es wird am Niederrhein im Salzbergwerk Borth im Kammerbau gewonnen und auch als Speisesalz vertrieben. Bei Epe werden im Steinsalz große, unterirdische Kavernen ausgesolt, die als Erdgas- und Erdöllagerstätten dienen. In den rund 100 Gaskavernen können rund 3,5 Mrd. m³ Gas und in den drei Ölkavernen rund 1,4 Mio. m³ der nationalen Ölreserve eingelagert werden. Der Künstler Franz John hat im Rahmen der Skulptur Biennale Münsterland 2005 zwischen Gronau und Bocholt ein Kunstwerk aus acht Stabfeldern, die durch einen Radweg verbunden sind, geschaffen, das die Salzlager im westlichen Münsterland ins öffentliche Bewusstsein rücken soll.
An den gebirgigen Rändern der Westfälischen Bucht wird schon seit Jahrhunderten, anfangs aus natürlichen Soleaustritten, Salz produziert. Die münsterländische Sole dürfte seit etwa 60 Millionen Jahren in ihrer Zusammensetzung weitgehend unverändert geblieben sein. Ihre Geschichte geht bis auf die Absenkungsprozesse im Cenoman zurück, bei denen das Meer bis ins heutige Ruhrgebiet vorrückte. Das in den Sedimenten dieses Meeres enthaltene Salzwasser sickerte in das darunter befindliche Gebirge ein und legte so den Grundstock für die heutigen Solevorkommen. Bei der Salzherstellung handelt es sich um den ältesten Industriezweig in Westfalen. Durch archäologische Funden ist belegt, dass bei Werl bereits 700 Jahre vor Christi Geburt Salz gewonnen wurde. Bekannte Produktionsstätten waren z. B. Unna (Saline Königsborn) sowie Bad Sassendorf, Bad Waldliesborn und Bad Westernkotten sowie Bad Laer und Bad Rothenfelde am Teutoburger Wald. Die ehemalige Saline Gottesgabe bei Rheine förderte ihre Sole aus dem Röt-Salinar des Salzbergener Sattels, der geologisch nicht mehr zur Münsterländischen Kreidemulde gerechnet wird.

### Erdöl und Erdgas
Großen Anteil am heutigen Wissenstand über die Geologie des Münsterlandes haben verschiedene Tiefbohrungen, die auch der Erkundung von Bodenschätzen dienten. Erdgasaustritte aus früheren Erkundungsbohrungen auf Kohle waren im Bereich Ascheberg – Lüdinghausen bekannt. Auch die aus dem Darfelder Raum bekannten Austritte von Naturasphalt ließen darunter liegende Erdölvorkommen vermuten. Planmäßig wurde aber erst in den späten 1930er Jahren nach Kohlenwasserstofflagerstätten gesucht. In diesen Jahren wurden Bohrungen bei Ascheberg, Oelde, Hiltrup, Senden/Appelhülsen und Seppenrade durchgeführt, die zwar Hinweise auf entsprechende Vorkommen erbrachten, aber keine eigentlichen Lagerstätten fanden.
Unter allen Bohrungen sticht besonders die 1961/62 in den Baumbergen durchgeführte Bohrung Münsterland 1, die seinerzeit tiefste Bohrung Europas, hervor. Sie wurde vom 10. Juli 1961 bis zum 5. Dezember 1962 in dem zu Billerbeck gehörenden Aulendorf als Meißelbohrung durchgeführt, bei der nur in lohnend erscheinenden Schichten Bohrkerne, insgesamt 318 Meter, genommen wurden. Der Ort wurde gewählt, da man hier von einer relativ geringen Mächtigkeit des auflagernden Steinkohle-Deckgebirges ausging. Die Bohrung erreichte eine Teufe von 5956 Meter, wo sie in mitteldevonische Gesteine vorstieß. Sie ist bis heute die tiefste Erkundung in Nordrhein-Westfalen geblieben. Am tiefsten Punkt betrug die Temperatur rund 200 °C. Das Bohrloch hatte einen Durchmesser von 45 cm. Bis zur Bohrung waren lediglich die Schichten bis zu einer Tiefe von 2400 Metern bekannt. Mit der Bohrung wurden die darunter liegenden Gesteine insbesondere auf Erdöl und Erdgas erkundet. Allerdings erfüllten die erbohrten Schichten die Hoffnungen nicht; infolge der fortgeschrittenen Diagenese war an eine Ausbeutung von Öl und Gas zum damaligen Zeitpunkt nicht zu denken. Zu den Ergebnissen der Bohrung Münsterland 1 zählte auch die Ermittlung der Sedimentationsgeschwindigkeit. Das oberflächennahe Schichtwachstum betrug an der Bohrungsstelle am Billerbecker Berg rund 11 bis 12 cm je 1000 Jahre. Die Kosten für die Bohrung betrugen rund 9 Mio. DM, die sich das Land Nordrhein-Westfalen mit einem Konsortium von acht Explorationsgesellschaften teilte.
Auch die Erkundungsbohrungen Versmold 1 und Isselburg 3 drangen mit Teufen von rund 5500 bzw. 4400 Meter tief in den Untergrund vor. Sie ergaben aber ebenfalls keine Anzeichen für lohnende Öl- und Gasvorkommen. Erste Hinweise auf solche erbrachten erst 1990 Bohrungen bei Ochtrup. Hier fand man Gasvorkommen in oberkarbonischen Schichten unter einem abdichtenden Zechstein-Salzlager.

#### Frackingpläne im Münsterland
Heute geht man davon aus, dass sich im Untergrund des Münsterlandes riesige Erdgasvorkommen befinden. Bei der Umwandlung von Torf in Anthrazit entstehen schätzungsweise 200 m³ Methan pro Tonne Kohle, das als Flözgas und im Kluftgestein absorbiert wird. Mit einer neuartigen Fördertechnik, dem Hydraulic Fracturing, das als Fracking bekannt wurde, könnten diese nutzbar gemacht werden. Dabei wird eine mit Chemikalien versetzte Flüssigkeit unter hohem Druck in das Gestein gepresst, um dieses aufzubrechen, damit das Gas an die Bohrstelle strömen kann. Die Methode ist aufgrund der Risiken für das Grundwasser jedoch höchst umstritten. Die Explorationsfirma ExxonMobil plante Probebohrungen in Borkenwirthe bei Borken, Nordwalde und Drensteinfurt. Daraufhin haben sich verschiedene „Bürgerinitiativen gegen Gasbohren“ gebildet, die in enger Koordination untereinander den Widerstand gegen das geplante Fracking im Münsterland organisieren. Derzeit hat die Landesregierung Nordrhein-Westfalen ein Moratorium in Sachen Fracking verhängt. Wegen der starken Abhängigkeit von russischen Gaslieferungen wurde dieses Moratorium 2014 von einigen führenden Politikern, insbesondere der CDU, und Experten des BDI in Frage gestellt. So haben unter anderem Oliver Wittke und der deutsche EU-Kommissar für Energie Günther Oettinger im Zusammenhang mit der Annexion der Krim 2014 gefordert, Fracking nicht grundsätzlich abzulehnen und die Option auf Schiefergasförderung nicht vorschnell aufzugeben. Mit Fracking könne man sich weitgehend unabhängig von russischen Erdgaslieferungen machen, denn der Eigenanteil am deutschen Erdgasmarkt könne bis 2030 von derzeit rund 10 % auf 35 % gesteigert werden.

### Steinkohle

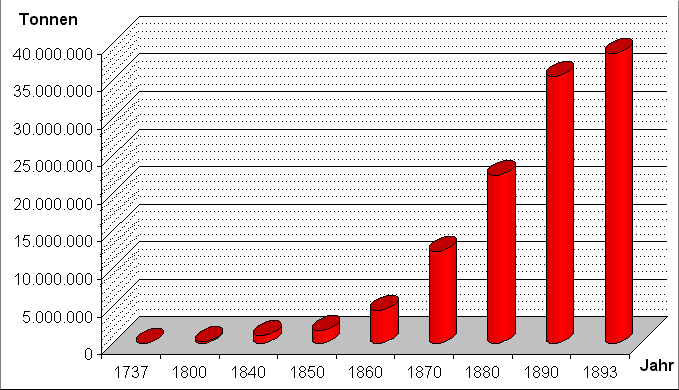
Kohleförderung im Ruhrbergbau im 19. Jh.

Hoch im Norden des Betrachtungsgebietes, bei Ibbenbüren, sowie im Süden, im Ruhrgebiet, wird Steinkohle gefördert. Dazwischen sinken die flözführenden Schichten in große Tiefen ab, so dass ein Abbau hier nicht in Frage kommt. In diesen unaufgeschlossenen Gebieten des Münsterlandes werden noch 180 Mrd. Tonnen Kohle vermutet, was die im Ruhrbergbau bis 1994 geförderten 9 Mrd. Tonnen um ein Vielfaches übersteigt.
Früher erstreckte sich der Ruhrbergbau über einen mehr als 100 Kilometer langen Streifen vom linken Niederrhein entlang Emscher und Ruhr bis Ahlen im südlichen Kreis Warendorf. An den Hängen südlich der Ruhr, wo die Flöze an die Erdoberfläche reichen, wurde schon vor Jahrhunderten in Pingen Kohle gefördert. Später wurden dort Stollenbergwerke betrieben, die im Rahmen der Industrialisierung am Anfang des 19. Jahrhunderts zunehmend durch Tiefbauzechen abgelöst wurden, bei denen das Grundwasser abgepumpt werden musste. Im Laufe der Zeit wanderte der Steinkohlenbergbau nach Norden bis an die Lippe. Die letzten beiden von der RAG Deutsche Steinkohle AG betriebenen Zechen waren die Bergwerke Ibbenbüren und Prosper-Haniel in Bottrop. Sie wurden im Dezember 2018 als letzte deutsche Steinkohleförderanlagen geschlossen. Die durch den Ruhrbergbau verursachten und noch zu erwartenden Bergschäden stellen ein gravierendes Problem dar. Der RAG werden jährlich rund 35.000 neue Fälle mit einem Schadenvolumen von 300 Mio. Euro gemeldet. Die Kosten für die Regulierung des Grundwassers belaufen sich auf rund 100 Mio. Euro pro Jahr.

### Erze
In die Gesteinen der Karbonzeit sind neben der Steinkohle, oft in unmittelbarer Nachbarschaft zu den Flözen, Eisenspate eingelagert. Diese gehen auf Moorgewässer zurück, in denen die Zersetzung organischen Materials Eisencarbonatlösungen freisetzte, aus denen das Erz ausgefällt wurde. Diese Erzlager bildeten die Basis der Hütten- und Montanindustrie im Ruhrgebiet, die bekannte Firmen wie die Thyssen AG, Hoesch AG und Friedrich Krupp AG hervorbrachte, die sich mittlerweile zur ThyssenKrupp AG zusammengeschlossen haben. Daneben wurden auch Raseneisensteine, die sich oberflächennah im Oxidationsbereich des Grundwasserspiegels in relativer Flussnähe gebildet haben, verhüttet. Die St. Antony-Hütte in Oberhausen-Osterfeld, die später in der Gutehoffnungshütte aufging, nahm 1758 als erstes Eisenwerk des Ruhrgebiets den Betrieb auf und nutzte die vor Ort befindlichen Eisenschwartenvorkommen. Die St.-Michaelis-Eisenhütte in Liedern bei Bocholt, die ebenfalls Eisenschwartenvorkommen nutzte, war bereits 1729 eröffnet worden; 1862 wurde sie geschlossen. Weitere bedeutende Raseneisensteinfundstätten gibt es im Raum Marl und bei Schloß Holte in der Senne.
Zwischen 1936 und 1968 wurden im Ruhrgebiet auch Blei-, Zink- und Silbererze abgebaut, deren Vorkommen sich auf die Schnittstellen steiler Verwerfungen mit oberkarbonischen Deckgebirgssätteln konzentriert. Heute geht man davon aus, dass diese Erze beim Aufstieg heißer Lösungen, die aus älteren Schichten des Paläozoikums stammten, ausgefällt wurden. Das Erz der Zeche Auguste Victoria in Marl enthielt 7 % Zink, 3,9 % Blei und 65 g Silber pro Tonne, das der Zeche Christian Levin in Essen 10,7 % Blei, 0,5 % Zink und 26 g Silber pro Tonne. Diese beiden Bergwerke förderten insgesamt rund 5,4 Mio. Tonnen Erz. Weitere Erzvorkommen von rund 5 Mio. Tonnen in den Zechen Auguste Victoria und Graf Moltke in Gladbeck, die nicht abgebaut wurden, sind bekannt.

## Geologische Aufschlüsse
Natürliche geologische Aufschlüsse auf das darunter liegende Gestein sind im Inneren der Westfälischen Bucht vergleichsweise selten. In der insgesamt recht flachen, wenig reliefierten Landschaft sind die erdgeschichtlich interessanten Schichten in der Regel unter holozänen Ablagerungen verborgen und von Pflanzenbewuchs verdeckt. Anders sieht es dagegen in Randgebirgen aus. Der steil gekippte Osning-Sandstein bildet das Rückgrat des Teutoburger Waldes und tritt an vielen Stellen zutage. Bekannte Felsformationen aus Osning-Sandstein sind die Externsteine bei Horn-Bad Meinberg und die Dörenther Klippen mit dem Hockenden Weib südlich von Ibbenbüren.
Für Einblicke in die kreidezeitlichen Gesteine eignen sich auch Steinbrüche, in denen z. B. in den Baumbergen am Westerberg, den Beckumer Bergen und an den Hängen des Teutoburger Waldes Sandstein gebrochen wird. Steinbrüche, in denen noch aktiv Werk- und Bausteine abgebaut werden, sind im Regelfall nicht frei, sondern allenfalls im Rahmen von Führungen zugänglich.
Im Folgenden sind darüber hinaus einige besondere geologische Aufschlüsse, die die Entwicklung der Geologie im Münsterland erlebbar machen, aufgelistet.
- Im Geologischen Garten in Bochum kann man sich ansehen, wie kreidezeitliche Gesteine unmittelbar auf verkippten Ablagerungen des Karbons aufliegen. Aus den dazwischen liegenden Epochen des Perm, des Jura und der Trias gibt es keine Sedimente.
- Im Geotop Jammertal bei Hörsteloe in der Nähe von Ahaus gibt es einen Bodenaufschluss, der die Landschaftsentwicklung über einen außergewöhnlich langen Zeitraum aufzeigt. Hier sind rund 130 Millionen Jahre Erdgeschichte ausgebreitet. Bei dem vorliegenden Bänderparabraunerde-Podsol handelt es sich um einen sehr seltenen Bodentyp auf Gildehaus-Sandstein. Dieser Sandstein entstand durch Verwitterung der kreidezeitlichen Sande während des Tertiärs unter subtropischen bis tropischen klimatischen Verhältnissen. Eisenschwartenhorizonte durchziehen den Boden über dem verfestigten Sandstein. Der oberflächennahe Boden ist stark sauer und nährstoffarm.[60]
- Am Hünsberg südwestlich von Coesfeld gibt es mehrere Aufschlüsse Halterner Sande. In diesen Schichten haben sich im fossilen Gley während des Tertiärs auf Höhe des ehemaligen Grundwasserspiegels im (sub)tropischen Klima teils skurril geformte limonitische Eisenschwarten gebildet, die in den Zwischeneiszeiten vom Wind freigelegt und geschliffen wurden.[16][17]
- Einen besonderen natürlichen Aufschluss bildet der Ölbach bei Ahaus, der sich im Ober- und Mittellauf in die Schichten des Alb (Unterkreide) eingegraben hat und dort zahlreiche Fossilien, insbesondere Belemniten, freilegt.[61]
- Der ehemalige Steinbruch Weiner Esch bei Ochtrup ist ebenfalls für seinen Fossilienreichtum bekannt. Darunter befinden sich Belemniten und Mollusken, Hai- und Rochenzähne.[61]
- Aus dem Steinbruch des ehemaligen Kalkwerks Hollekamp in Wüllen bei Ahaus sind ebenfalls zahlreiche Fossilienfunde aus dem unteren und mittleren Turonium und dem Cenoman belegt. Allerdings wurde die Grube nach der Stilllegung geflutet und kann heute nicht mehr begangen werden.[61]

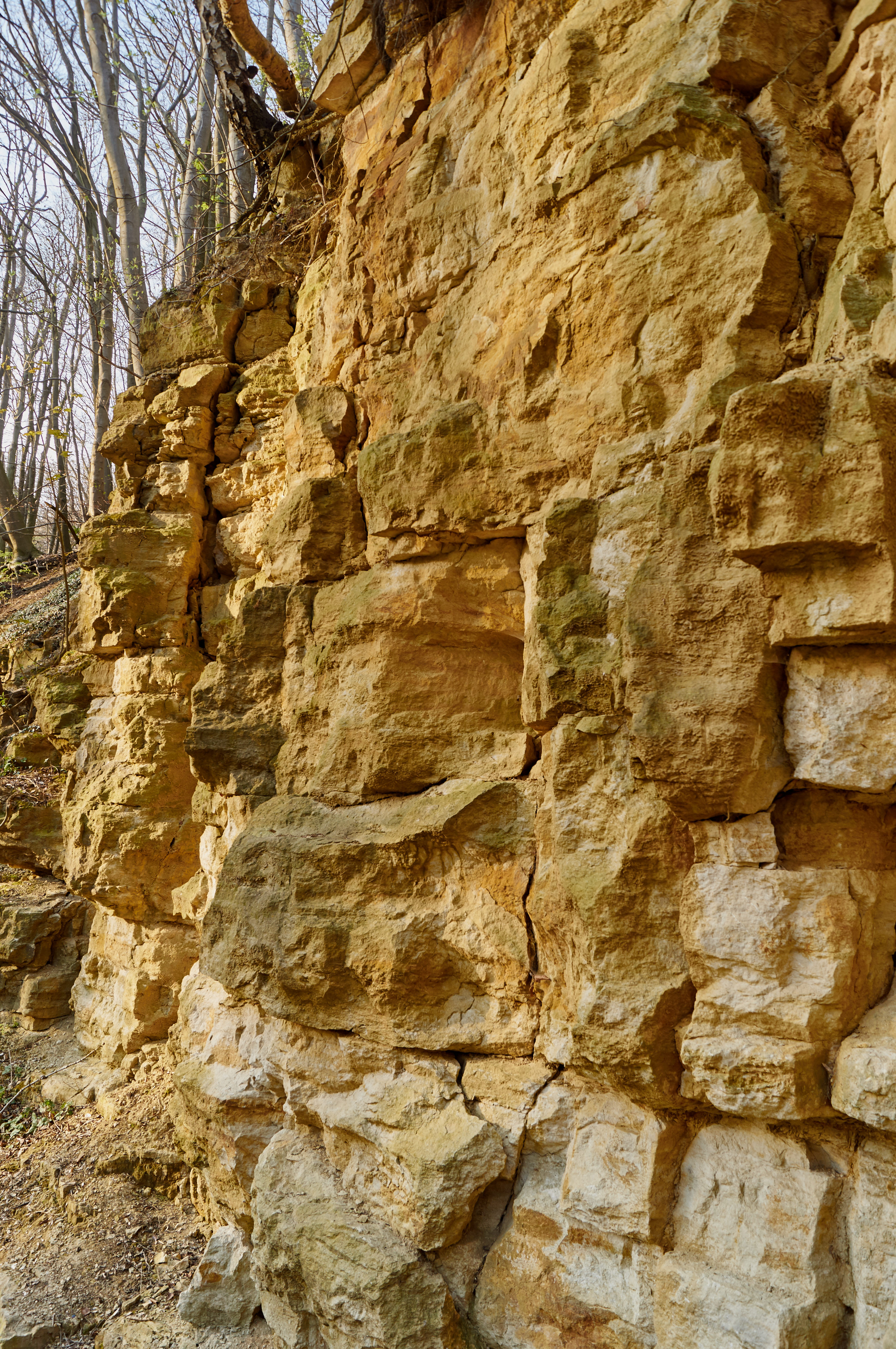
Aufgelassener Steinbruch mit Schichten des Campans in den Baumbergen
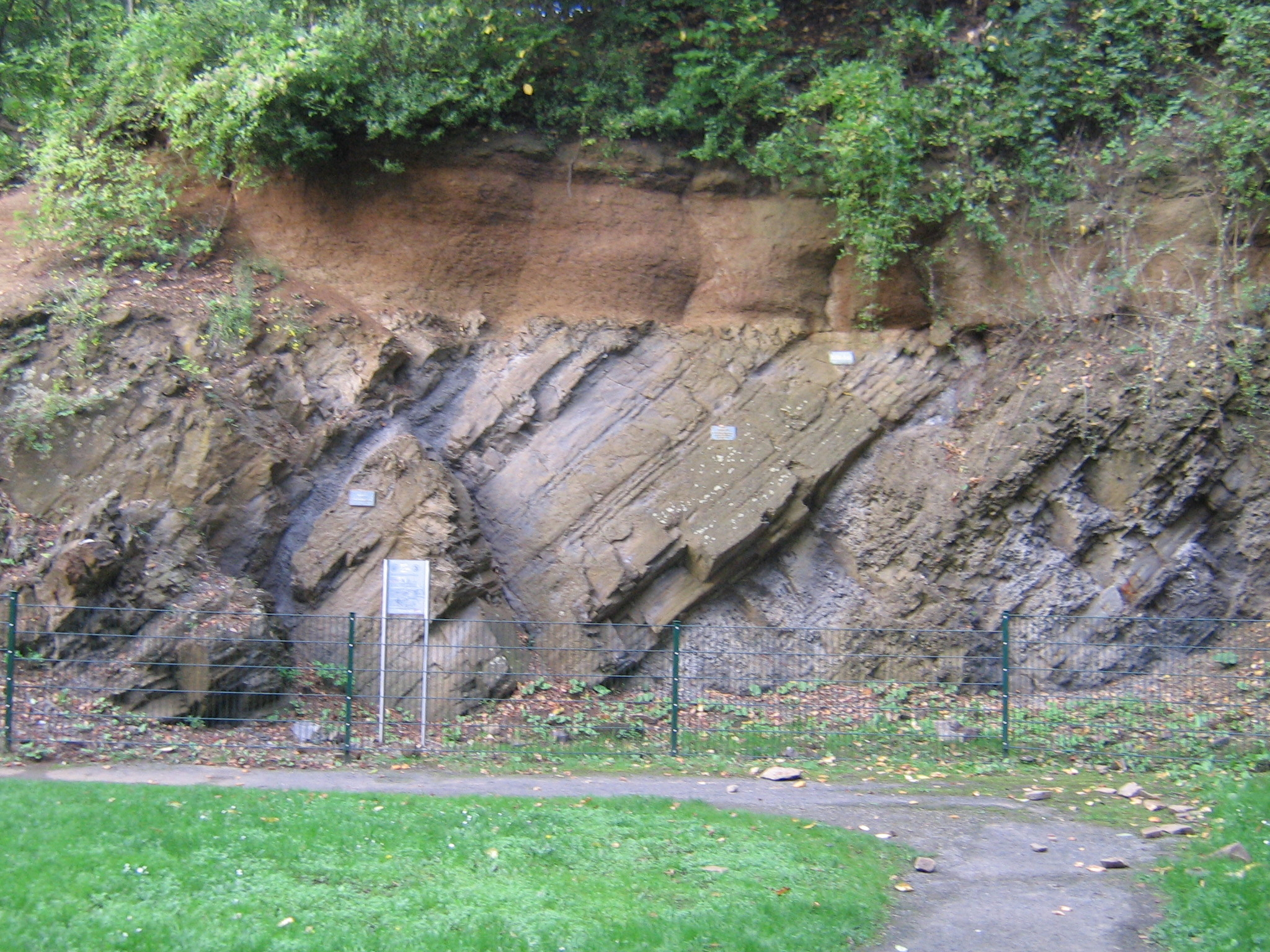
Karbon- und kreidezeitliche Schichten im Geologischen Garten Bochum
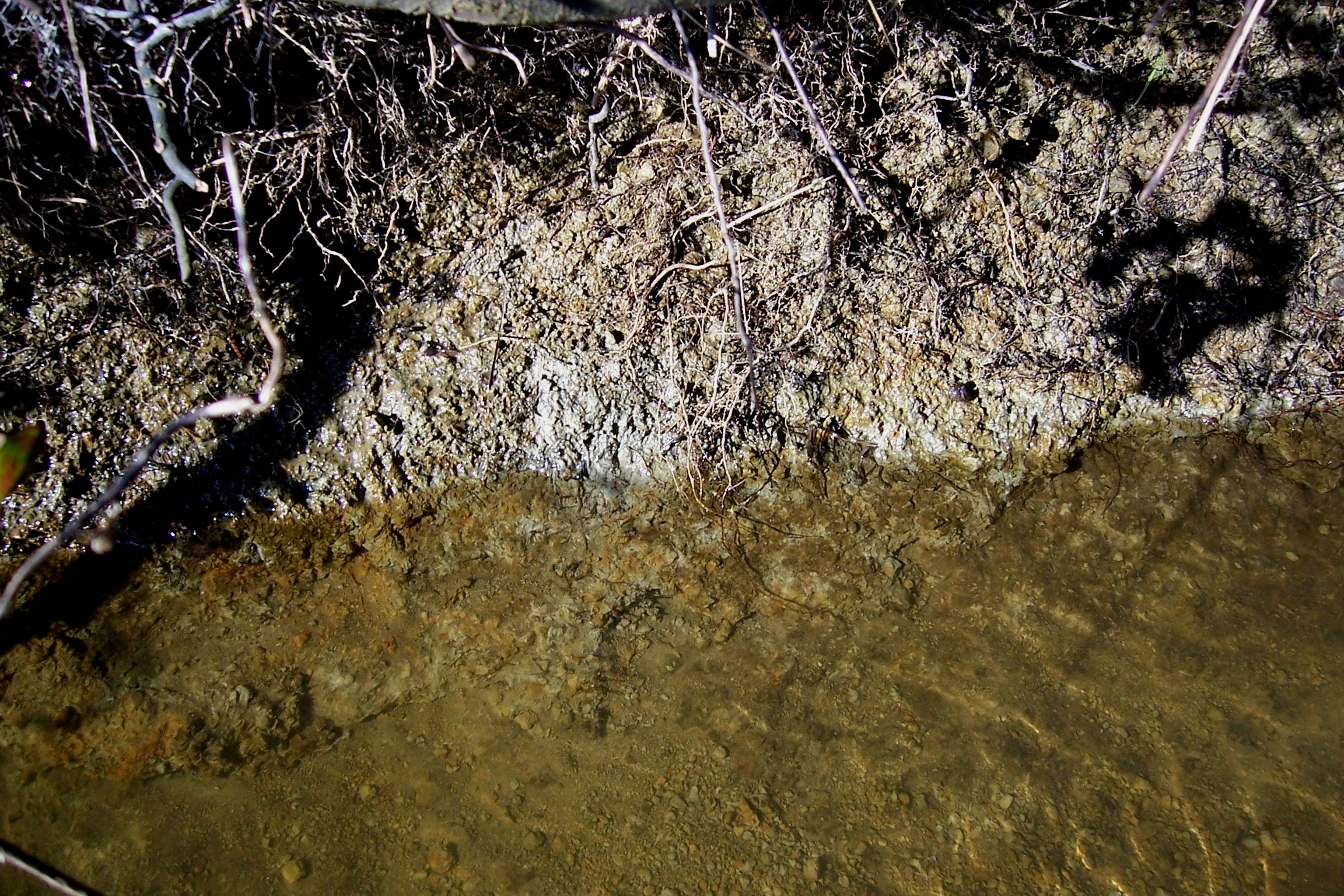
Graue Tonschichten aus dem Alb im Ölbach